# 일본국유철도 485계 전동차
485계 전동차(일본어: 国鉄485系電車)는 일본국유철도가 설계·제조한 교직양용 특급형 전동차이다.
1964년에 개발된 481계 전동차의 발전형으로, 1968년부터 1979년에 걸쳐 대량으로 제조되어 시코쿠(일본어: 四国)를 제외한 일본 각지에서 특급 열차로 널리 이용되었다. 2007년 현재 동일본 여객철도(JR 동일본)·서일본 여객철도(JR 서일본)·큐슈 여객철도(JR 큐슈)가 보유하고 있다.
이 항목에서는 기본 구조가 같은 481계·483계·489계의 각 계열에 대해서도 기술·해설한다.

## 개요

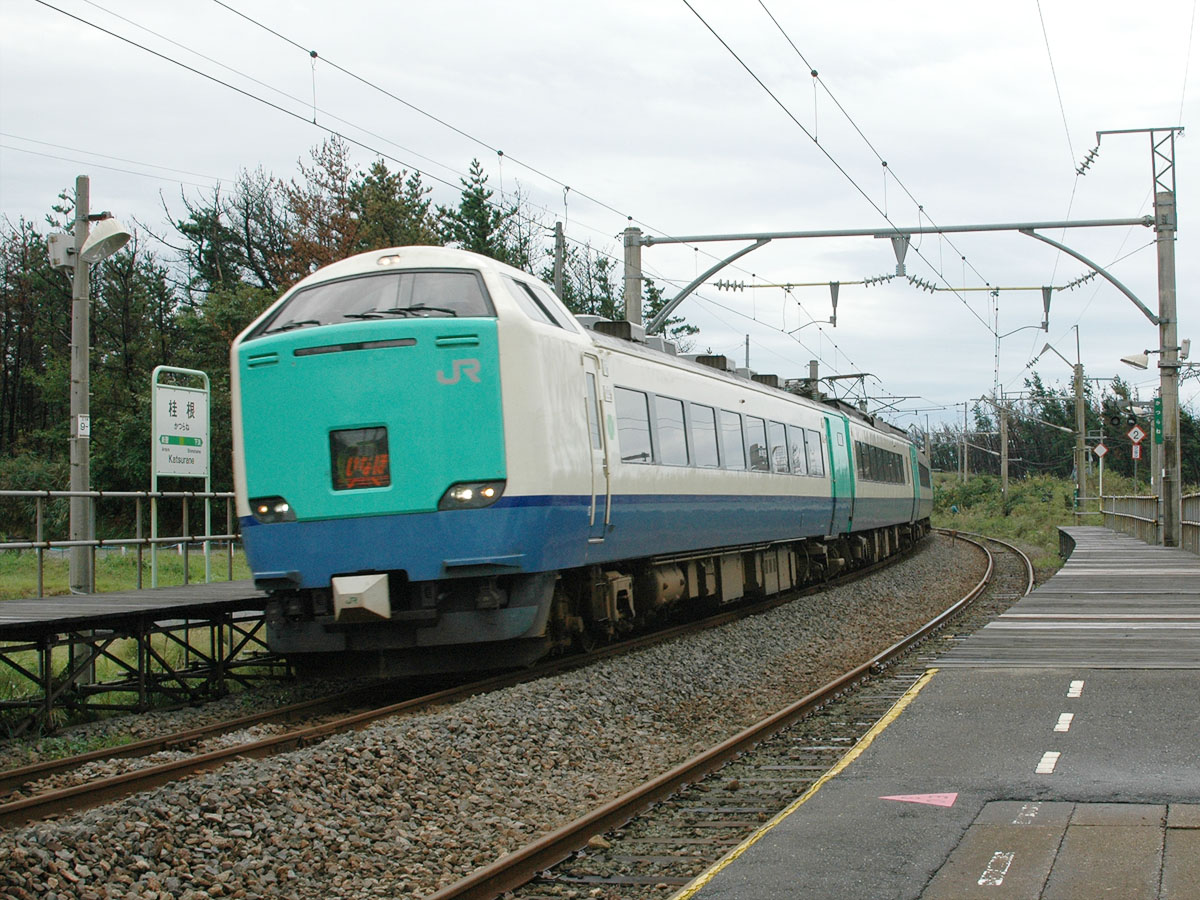
호쿠에쓰, 이나호로 사용중인 리뉴얼차량

일본국유철도가 지상설비가 상대적으로 저렴한 교류 전철화(電化)를 추진한 1950년대 중반 이후 직류 전철화 구간과의 직결 운행 필요로 교직양용 특급형 차량으로 개발된 것이 485계 전동차이다. 또한 신칸센과의 연계를 위해 특급 전동차의 운행이 지방선구로 확대된 결과 전원 방식이 다른 구간을 직통 운행할 수 있는 특급형 전동차의 요구에 응하기 위해 제조된 것이 본계열이다.
1964년 간사이⇔호쿠리쿠·큐슈용으로 직류/교류 60Hz 대응의 481계 전동차, 다음 해 1965년 간토⇔도호쿠용으로 직류/교류 50Hz 대응의 483계 전동차가 제조되었다. 1968년부터는 교류의 주파수가 50.60Hz 양용 대응이 된 485계 전동차가 제작되어 본 계열의 통일 형식 이름이 되었다.
1971년에는 파생 계열로 신에쓰 본선 요코가와-가루이자와간(우스이 고개)에서 EF63형 보조 기관차와의 협조 운전에 대응한 489계 전동차의 제조도 개시되었다.
제조는 1979년까지 실시되어 시코쿠를 제외한 일본 각지에서 특급 열차로 넓게 이용되었다. 초기에는 주로 도쿄·오사카·나고야 등 대도시권과 교류 전철화된 도호쿠·호쿠리쿠·큐슈 쪽 직통 특급, 산요·도호쿠·조에쓰의 각 신칸센 개업 후에는 신칸센 연락 특급 등에서 운용되었다.
국철 분할 민영화 때에는 동일본 여객철도(JR 동일본)·서일본 여객철도(JR 서일본)·큐슈 여객철도(JR 큐슈)에 계승되어 1990년대 이후에는 단체 전용 열차용 죠이풀 트레인으로의 개조도 시공되었다. 그러나 신칸센의 연장 개업 등에 의해 운용의 감소·노후화·후계 계열로의 교체에 의한 폐차가 진행되면서 2011년 4월 기준 다른 계열로의 개조차를 제외하면 정기 운용이 존재하는 것은 JR동일본 뿐이며, 정기 운용 종료의 JR서일본·JR큐슈에서는 보류차 혹은 파동 운용 대응차만 차적이 남아있다.

### 외관·설비
외관은 151계의 흐름을 답습했지만, 1972년 이후에 제조된 차량(후기형)은 183계에 가까운 외관으로 변경되었다. 하부기기(床下機器)의 치수에 맞추어 바닥(床面)의 높이를 근교형·급행형보다 10mm 높은 1,235mm로 하였으며 지붕 높이도 151계에 비해 125mm 높다.
1972년 이후에 제조된 후기형 차량의 선두부는 종래의 보닛형에서 거의 같은 시기에 등장한 183계 전동차와 같은 디자인의 외관으로 변경되었기 때문에 정원이 8명 증가하고 있다.
바닥 밑 기기의 치수에 맞춰 바닥 높이를 근교형·급행형 차량보다 10mm 높은 1,230mm로, 지붕 높이도 151계에 비해 120mm 높아졌다. 사용되는 노선의 홈의 높이에 맞출 수 있도록 출입문에는 스텝이 설치되었으며 도호쿠·호쿠리쿠 등 한랭 지구로의 투입을 고려하여 내설내한 설계가 되어 있다. 또한 측면 출입문은 당초는 보통 강철이었지만, 1968년 이후 제조차에서는 내측에 무도장 스테인리스제로 변경되었다.
서비스 면에서 운행 당초에는 측면 행선 표시에 종래대로 행선표를 사용했지만 481계·483계에서는 자동 권양식 행선막 탑재 준비 공사가 일본국철의 차량으로서는 처음으로 실시되어 당초에는 18회전 대응, 후기형 이후에는 40회전 대응 기종이 탑재되었다(후에 전기형 차량도 교체).
냉방 장치는 전기형에서 AU12형 분산식 냉방 장치 1기 내지 2기를, 지붕위에 버섯형 케이스로 선두차에는 5기, 중간차에는 6기 탑재했지만, 팬터그래프나 교류 기기가 지붕 상부에 설치되어 있는 모하 480형·모하 482형·모하 484형·모하 488형은 의장 공간 관계로 지붕 상부로의 탑재는 AU12형 3기본으로 제약되었기 때문에 차내 기기실에 상치형의 AU41형을 3기 설치했지만 후기형 이후부터는 변경되고 있다(자세한 것은 후술).

### 주행 성능
MT54계 주전동기(출력 120kW)를 특급형 차량으로서는 처음으로 채용하여 MT비 1:1에서도 20‰(퍼밀) 정도의 구배를 등판할 수 있게 되었다. 또 MM'유닛 방식을 채용하여 M차(홀수 형식)에는 주제어기로 '자동 주간제어기 반환 기구'를 탑재한 CS15계 제어장치를 채용하였으며 산악 구간에서의 주행도 고려하여 구배 억속제동을 탑재하고 있다.
주행부는 국철 교직양용 전동차의 기본 구성으로 교류 전화 구간에서 교류를 직류로 정류하여 이용하는 401계·421계 전동차부터 일관된 견실한 방식을 채용하고 있어 M'차에는 전동기 등에 직류 전원을 공급하는 주변압기·주정류기등의 기기가 탑재되고 있다.
대차는 요침적을 폐지하여 인 다이렉트 마운트 공기 용수철 대차 DT32A형을 동력차, TR69A형을 부수차에 채용하였다. 후기형에서는 같은 계열 대차의 개량형으로 마이너 체인지도 실시되었다.
이선 대책으로 팬터그래프를 2기 설치하고 있어 직류 구간에서는 2기를 모두 사용한다. 일본국철 말기 이후에는 가선의 손상을 피하기 위해 원칙적으로 제2팬터그래프의 사용을 중지하거나 철거했지만 JR동일본의 일부 열차에서는 가선의 서리 제거, 130km/h 운행을 실시하는 고세이 선에서는 과전류 방지를 위해 2기를 사용하고 있다.

## 신조차
구경 구간용 공조 기기를 탑재할 489계를 제외한 주변압기의 대응 주파수에 관계되지 않은 제어·부수차는 481형이 483계·485계에서도 계속 증비되었다. 또한 사로 481형 큐슈 배치차는 1980년에 식당차의 연결이 중단되자 1979년 이후 서양식 화장실 세면소를 차내 판매 준비실로 변경하는 개조를 시공했으며 사시 481형은 식당 영업 폐지에 의해 비연결이나 타형식으로의 개조에 의해 1989년 폐형식이 되었다.

### 481계
1964년에 등장한 교류 60Hz 대응차량이다. 호쿠리쿠 본선 가나자와 - 도야마 정차장(현·도야마 화물) 간의 교류 전철화에 따라 같은 해 10월 1일의 다이어 개정으로 신설된 '라이쵸', '시라사기'에서의 운용 개시 예정을 위해 무코마치 운전소(현·교토 종합 운전소)에 41량이 신조 배치되었지만 차량 완성의 지연 등에 의해 운행 개시는 12월 25일로 연기되었다. 다음 해에는 151계로 운행되고 있던 규슈 특급 '쓰바메', '하토'의 시모노세키 이서 전기 기관차 견인 및 산요 본선 상행 히로시마 - 하치혼마쓰간에서의 보조 기관차 연결 해소를 목적으로 증비를 실시하여 본형식으로 교체했다.
쿠하 481-1 - 18
제어차. 보닛형 선두부에는 쿠하 151형·161형처럼 150kVA 전동 발전기(MG)및 용량 3,000l/min의 공기 압축기(CP)가 탑재되었지만, 아래의 차이가 있다.
- 운전대는 후방에 감시창을 설치하는 것으로 인해 지붕에 모양이 약간 서로 다르고 전조등 및 옆 좌우의 마커등[* 2]이 생략되었다.
- 당초에는 후방 방호용으로 편성 최후부인 경우에는 하부 전조등에 빨간색 필터를 설치했고 비상 정차시용으로 교대 점멸 회로가 탑재되었으나 ATS의 완비 등에 의해 1966년 10월에 폐지되었다.
- 보닛 외기 취입 그릴이 쿠하 151형의 2곳에서 3곳으로 증설되었다.
- 1964년 신제차의 1-8은 등장 당초 배장기를 적색으로 한 이외에 151계(181)계에 준한 도장이 되고 있었지만, 다음 1965년 증비차의 9-18부터 교직 양용 차량임을 나타내는 하부 라이트의 경우 위에 붉은 '수염(눈썹)'으로 불리는 도장의 추가와 빨간 배장기의 정권에 크림대를 추가한 도장으로 변경되었다. 나중에 1-8도 같은 도색으로 변경되고 이것이 '교류 60Hz 구간 한정 편성(481계)'으로 표시하였다.

신조시에는 백미러가 설치되어 있었지만, 파손이 많고 보수가 곤란했기 때문에 대부분이 증비차도 포함하여 1970년대 전반에 철거되었다. 본 그룹은 산요 신칸센 하카타 개업에 따른 1975년 3월 10일의 다이아 개정으로 큐슈 지구로 전출 후 12·14·17은 가고시마 소속 시절, 나머지는 1985년 가쓰다 전차구 이동 전출 후 1986년 3월까지 고리야마 공장(현 고리야마 종합 차량센터)에서의 검수 때 배장기부가 크림색으로 변경되었고 1977년 이후 하부 라이트의 경우 위의 붉은 '수염(눈썹)'이 생략되었다. 그러나 센다이 소속 및 가쓰다 구에 전출 후 1985년 이후에 '수염'이 복원되었다.
분할 민영화 때에는 JR동일본에 승계되어 독자적 도장으로의 변경과 밀착 연결기의 교체 등을 시공했다. 2000년까지 훈련차 편성에 조성된 차량을 제외하고 폐차되었다. 2007년에 끝까지 잔존한 17도 폐차되었다.
쿠하 481형 제조 회사별 분류
| 신제시 형태 | 신제시 형태 | 신제시 형태 | 신제 배치 | 예산                  | 제조 년도 순서 | 가와사키 차량 | 히타치 제작소 |
| 배장기      | 수염        | 슬릿        | 신제 배치 | 예산                  | 제조 년도 순서 | 가와사키 차량 | 히타치 제작소 |
| ----------- | ----------- | ----------- | --------- | --------------------- | -------------- | ------------- | ------------- |
| 빨강        | 무          | 구          | 무코마치  | 1964년 제1차 민유차량 | 1964           | 1 - 4         | 5 - 8         |
| 빨강        | 유          | 구          | 무코마치  | 1964년 제4차 채무     | 1965           | 9 - 14        | 15 - 18       |
모하 481·480-1 - 26
신조후에는 호쿠리쿠 특급이나 산요·규슈 특급으로 사용되었지만 산요 신칸센 하카타 개업에 수반한 1975년 3월 10일의 다이어 개정으로 전차량 가고시마 운전소(현·가고시마 종합 차량소)에 전속하여 규슈 지구에서만 사용되었다. 1982년부터 노후화에 수반한 폐차가 시작되어 1985년에 전차량 폐차되었다.
모하 481+480형 제조 회사별 분류
| 신제 배치 | 예산                  | 제조 순서 | 가와사키 차량 | 히타치 제작소 |
| --------- | --------------------- | --------- | ------------- | ------------- |
| 무코마치  | 1964년 제1차 민유차량 | 1964      | 1 - 5         | 6 - 11        |
| 무코마치  | 1964년 제4차 채무     | 1965      | 12 - 20       | 21 - 26       |
사로 481-1 - 18
1등차(현 그린차)로 객실 정원은 48명. 레이아웃은 앞 위측에서 일본식 화장실+화장실·객실·출입대·전무 차장실 양변기+세면소로 181계와는 다르다.
사로 481형 제조 회사별 분류
| 신제 배치 | 예산                  | 제조 순서 | 가와사키 차량 | 히타치 제작소 | 기차 회사 |
| --------- | --------------------- | --------- | ------------- | ------------- | --------- |
| 무코마치  | 1964년 제1차 민유차량 | 1964      |               |               | 1 - 7     |
| 무코마치  | 1964년 제4차 채무     | 1965      | 8 - 13        | 14 - 18       |           |
사시 481-1 - 9
조리에 전기 레인지를 사용하기 위해 자가 급전용 70kVA의 MG를 탑재한 식당차이다. 기본 구조는 사시 151형에 준하고 있지만 회송 운전대가 조리실 측 처면에도 설치되고 당초부터 FRP제 의자를 채용하는 등 사시 151형과의 차이점이 있다. 또한 그것까지 전동차·디젤동차의 식당차에 설치되어 있던 열차 위치 표시기는 본 형식부터 폐지되었다.
사하 481형 제조 회사별 분류
| 신제 배치 | 예산                  | 제조 년도별 순서 | 긴키 차량 |
| --------- | --------------------- | ---------------- | --------- |
| 무코마치  | 1964년 제1차 민유차량 | 1964             | 1 - 5     |
| 무코마치  | 1964년 제4차 채무     | 1965             | 6 - 9     |

### 483계
1965년 10월 다이어 개정으로 도호쿠 본선 모리오카까지의 전철화에 수반하여 기존 키하 80계로 운행되었던 모리오카행 특급 '야마비코', 센다이행 특급 '히바리'의 전철화용으로 제조되어 센다이 운전소(현·센다이 차량센터)에 배치되었다. 덧붙여 엄밀한 의미로의 본계열은 모하 483형·482형의 2형식만으로 481계와의 차이는 탑재하는 주변압기가 교류 50Hz용으로 되어 있는 것이다.
쿠하 481-19 - 28

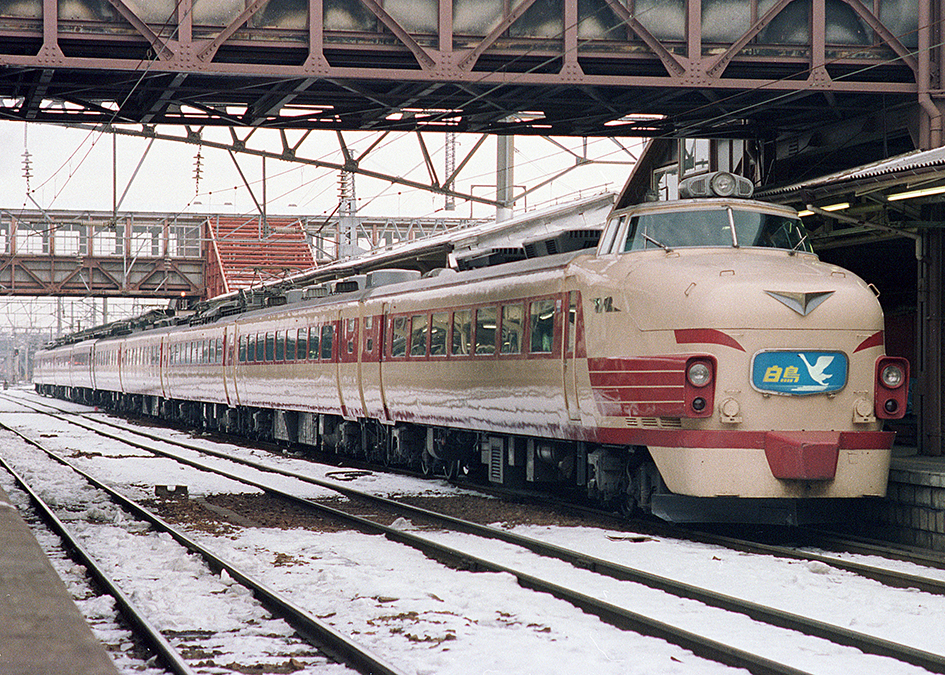
쿠하 481형 크림 배장기 차
도호쿠 지구용 공동 경적 이설 공사 시공이 끝났다

50Hz 대응을 보이는 점으로 스커트가 크림색으로 변경되었다.
1982년 도호쿠 신칸센 개업으로 운용 감소에 따라 19·20·22·24이 미나미 후쿠오카 전차구(현 미나미 후쿠오카 차량구)으로 전출되었지만 그 후 검사 등에서 입장시 하부 라이트 위의 붉은 '수염(눈썹)'이 생략되었다. 그러나 센다이 소속 및 가쓰다구에 다시 전출된 1985년 이후에 '수염'을 복원했다. 또한 이 운용 감소로 21·23·27·28이 무코마치 소속으로 전출하고 있지만 이 그룹은 1986년 가미누마 승무소에 다시 전출되었다.
1985년에 센다이 소속 잔존의 25.26과 1982년의 큐슈 전출분이 가쓰다구에 전입했다. 이 때문에 상술한 가미누마 승무소 전출 차까지 분할 민영화 때에는 JR동일본에 승계되었다. 2000년까지 훈련차 편성에 조성된 24.26을 제외하고 폐차되었으나 이 2량도 2007년까지 폐차되었다.
26이 철도 박물관에 정태 보존되어 있지만 이 차는 보닛 외기 취입 그릴이 2개인 변칙차이다.
쿠하 481형 제조 회사별 분류
| 신제시 형태 | 신제시 형태 | 신제시 형태 | 신제 배치 | 예산              | 제조 년도별 순서 | 닛폰 차량 | 긴키 차량 |
| 배장기      | 수염        | 슬릿        | 신제 배치 | 예산              | 제조 년도별 순서 | 닛폰 차량 | 긴키 차량 |
| ----------- | ----------- | ----------- | --------- | ----------------- | ---------------- | --------- | --------- |
| 크림        | 유          | 구          | 센다이    | 1964년 제4차 채무 | 1965             | 19・20    | 21 - 26   |
| 크림        | 유          | 구          | 센다이    | 1964년 제5차 채무 | 1967             | 27・28    |           |
모하 483·482-1 - 15
모하 481.480형과 큰 차이는 탑재하는 주변압기로 기본 구조는 동일하다. 1982년의 8부터 노후폐차가 개시되었지만, 12 - 15는 1985년에 센다이 운전소에서 가쓰다 전차구(현·가쓰다 차량센터)에 전속되고, JR동일본에 승계되어 1990년에 폐차되었다.
모하 483+482형 제조 회사별 분류
| 신제 배치 | 예산                  | 제조 년도별 순서 | 닛폰 차량 | 기차 회사 | 히타치 제작소 |
| --------- | --------------------- | ---------------- | --------- | --------- | ------------- |
| 센다이    | 1964년 제4차 채무     | 1965             | 1 - 4     | 5 - 8     |               |
| 센다이    | 1964년 제5차 채무     | 1965             | 9・10     | 11 - 13   |               |
| 센다이    | 1965년 제2차 민유차량 | 1966             |           |           | 14・15        |
사로 481-19 - 25
본 그룹은 1968년 편성 변경으로 전체 차량 쿠로 481형 50번대로 개조되었다.
사로 481형 제조 회사별 분류
| 신제 배치 | 예산              | 제조 년도별 순서 | 기차 회사 |
| --------- | ----------------- | ---------------- | --------- |
| 센다이    | 1964년 제4차 채무 | 1965             | 19 - 22   |
| 센다이    | 1964년 제5차 채무 | 1965             | 23 - 25   |
사시 481-10 - 14
사시 481형 제조 회사별 분류
| 신제 배치 | 예산                  | 제조 년도 | 긴키 차량 |
| --------- | --------------------- | --------- | --------- |
| 센다이    | 1964년 제1차 민유차량 | 1965      | 10 - 13   |
| 센다이    | 1964년 제4차 채무     | 1965      | 14        |

### 485계
전동차 유닛이 교류 50·60Hz공용의 TM14형 주변압기를 탑재하여 국철 재래선의 전철화 방식 모두에 대응한 3전원형의 모하 485.484로 변경된 그룹에서 1968년부터 1979년까지 생산되었다.
- 3전원 구간을 직통하는 정기 열차는 오사카 - 아오모리간의 '하쿠쵸'만이었지만, 본래의 목적은 차량 운용과 전국적인 광역 전속의 자유도에 있었다.

제조 기간은 장기 및 그 사이에 큰 설계 변경이나 특수한 파생 형식의 설정 등이 실시된 것 외에 TM14형 주변압기로 냉각과 절연유에 사용하고 있던 PCB(폴리염화비페닐)류의 독성이 문제가 되었기 때문에 신조차에서는 1974년제의 1500번대부터는 절연유에 실리콘유를 사용한 TM20형으로 변경되어 그 이전의 차량에도 교체가 실시되었다.

#### 전기형(1968년 - 1972년)
1972년 제조차는 공기 용수철을 밸로즈식에서 다이어프램식으로 변경한 DT32E·TR69E형이 되었다.
쿠하 481-29 - 40
배장기를 483계 그룹의 19 - 28과 동일한 눈썹이 있는 크림색으로 했으며 1969년산 이후 30- 및 이후 쿠로 481-5는 보닛 외기 취입 그릴의 슬릿 형상이 가로형에서 세로형으로 변경되었다. 또한 후방 방호용의 빨간색 필터나 비상 정차시용 교대 점멸 회로는 신조 때부터 아직 미탑재이다.
무코마치 배치차는 1975년에 전체 차량 가고시마 운전소로, 1985년에 센다이 배치의 29.30는 무코마치로 전출, 1986년 가미누마로 재전출되었다.
큐슈 지구 배치차는 1977년 이후 '수염(눈썹)'이 생략되었으나 센다이 및 가쓰다구로 재전출된 31·32·34·36·38·40은 1985년 이후 '수염'을 복원했다.
분할 민영화 때에는 29-32·34·36·38·40이 JR동일본에, 그 외에는 JR큐슈에 승계되었다. 두 회사 모두 자체 도색으로의 변경과 밀착 연결기 교체 등의 개조가 시공되었지만, JR큐슈에서는 1996년까지 JR동일본에서는 2000년까지 죠이풀 트레인의 부수차가 된 차량을 제외하고 폐차되었다.
쿠하 481형 제조 회사별 분류
| 신제시 형태 | 신제시 형태 | 신제시 형태 | 신제 배치 | 예산              | 신제 년도별 순서 | 히타치 제작소 | 닛폰 차량 | 긴키 차량 | 도큐 차량 |
| 배장기      | 수염        | 슬릿        | 신제 배치 | 예산              | 신제 년도별 순서 | 히타치 제작소 | 닛폰 차량 | 긴키 차량 | 도큐 차량 |
| ----------- | ----------- | ----------- | --------- | ----------------- | ---------------- | ------------- | --------- | --------- | --------- |
| 크림        | 유          | 측면        | 센다이    | 1967년 제2차 채무 | 1968             |               | 29        |           |           |
| 크림        | 유          | 세로        | 센다이    | 1968년 제4차 채무 | 1969             |               | 30        |           |           |
| 크림        | 유          | 세로        | 무코마치  | 1968년 제4차 채무 | 1969             |               |           | 31・32    | 33・34    |
| 크림        | 유          | 세로        | 무코마치  | 1968년 제5차 채무 | 1969             | 35・36        |           |           |           |
| 크림        | 유          | 세로        | 무코마치  | 1969년 민유 차량  | 1970             |               |           |           | 37・38    |
| 크림        | 유          | 세로        | 무코마치  | 1970년 제1차 채무 | 1971             | 39・40        |           |           |           |
쿠로 481-1 - 5

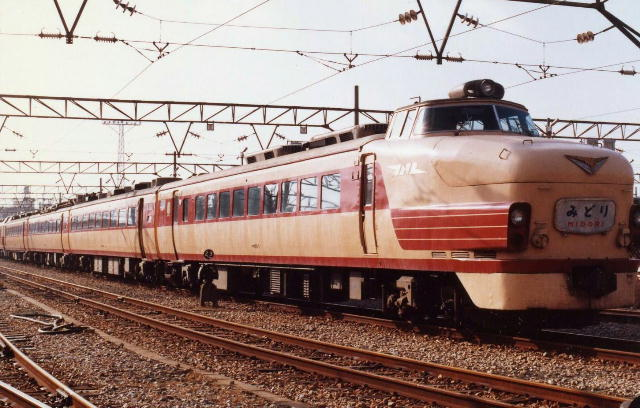
쿠로 481-1

1968년 오우 본선 야마가타·반에쓰사이선 기타카타 구간 전철화 완성에 의해 '야마바토' '아이즈'가 본 계열화되었지만, 센다이 운전소의 편성에는 다음의 제약이 부과되었다.
- 오우 본선 이타야 고개 구배 구간의 자력 주행 성능 때문에 M:T비 2:1이상 확보.
- 반에쓰사이선에서의 홈 유효장 문제로 식당차와 1등차를 동시 연결하여 9량화.

이 때문에 닛폰 차량 제조에서 생산된 센다이 운전소에 집중 배치된 것이 본 형식이다. 정원은 36명. 차장실·화장실·세면소·출입문을 객실 후방에 설치하고 냉방 장치는 AU12형을 4기 탑재했다. 또한 이미 배치된 사로 481형→ 쿠로 481형 50번대 개조 공사도 시공되었지만 신조 차량 개조차에 맞춘 설계로 되었기 때문에 길이는 쿠하 481형 0번대보다 짧은 21,100 mm가 되었다.
1.2는 1975년에 미나미 후쿠오카로, 3-5는 1983년 가고시마 차량 관리소에서 쿠하 481형 600번대로 개조 시공된 후 이곳에 전출했지만 1량은 쿠로 481형으로 복원 및 원번호로 환원되었다. 전체 차량 모두 분할 민영화 때에는 JR큐슈에 승계되었다. 1995년까지 폐차되었다.
쿠로 481-1 - 5 이력
| 차량 번호 | 제조 회사 | 예산              | 완성 날짜  | 신제 배치 | 큐슈 지구 배치             | 쿠로 481 개조 | 폐차된 날짜                | 비고                           |
| --------- | --------- | ----------------- | ---------- | --------- | -------------------------- | ------------- | -------------------------- | ------------------------------ |
| 1         | 닛폰 차량 | 1967년 제2차 채무 | 1968.06.03 | 센다이    | 1975.05.30 미나미 후쿠오카 |               | 1993.04.23 가고시마        |                                |
| 2         | 닛폰 차량 | 1967년 제2차 채무 | 1968.06.04 | 센다이    | 1975.06.06 미나미 후쿠오카 |               | 1993.04.23 가고시마        |                                |
| 3         | 닛폰 차량 | 1967년 제2차 채무 | 1968.06.06 | 센다이    | 1983.10.05 가고시마        | 601           | 1993.11.07 가고시마        |                                |
| 4         | 닛폰 차량 | 1967년 제2차 채무 | 1968.06.06 | 센다이    | 1983.10.05 가고시마        | 602           | 1993.03.24 가고시마        | 1988.12.04 쿠로 481-4로 환원   |
| 5         | 닛폰 차량 | 1968년 제4차 채무 | 1969.06.27 | 센다이    | 1983.10.31 가고시마        | 603           | 1995.03.24 미나미 후쿠오카 | 큐슈 철도기념관 정태 보존 차량 |
쿠로·쿠하 481형 100번대
1971년부터 생산되었으며 마이너 체인지에 의해 구분된 번대로 아래의 설계 변경을 실시했다.
- 전조등을 백열등에서 쉴드빔으로 변경했다.
- MG의 소형·대용량화(150kVA→210kVA)로 보닛내에서 바닥밑으로 이전.
- CP만 보닛내 냉각용의 외부 공기 유입구로 덕트장의 커버를 장착.
- 타이폰은 쿠하 481·쿠로 481과 101만 스커트부 설치로 완성되었지만 102 이후는 보닛으로 이전되었다[* 8].

쿠로 481-101 - 104

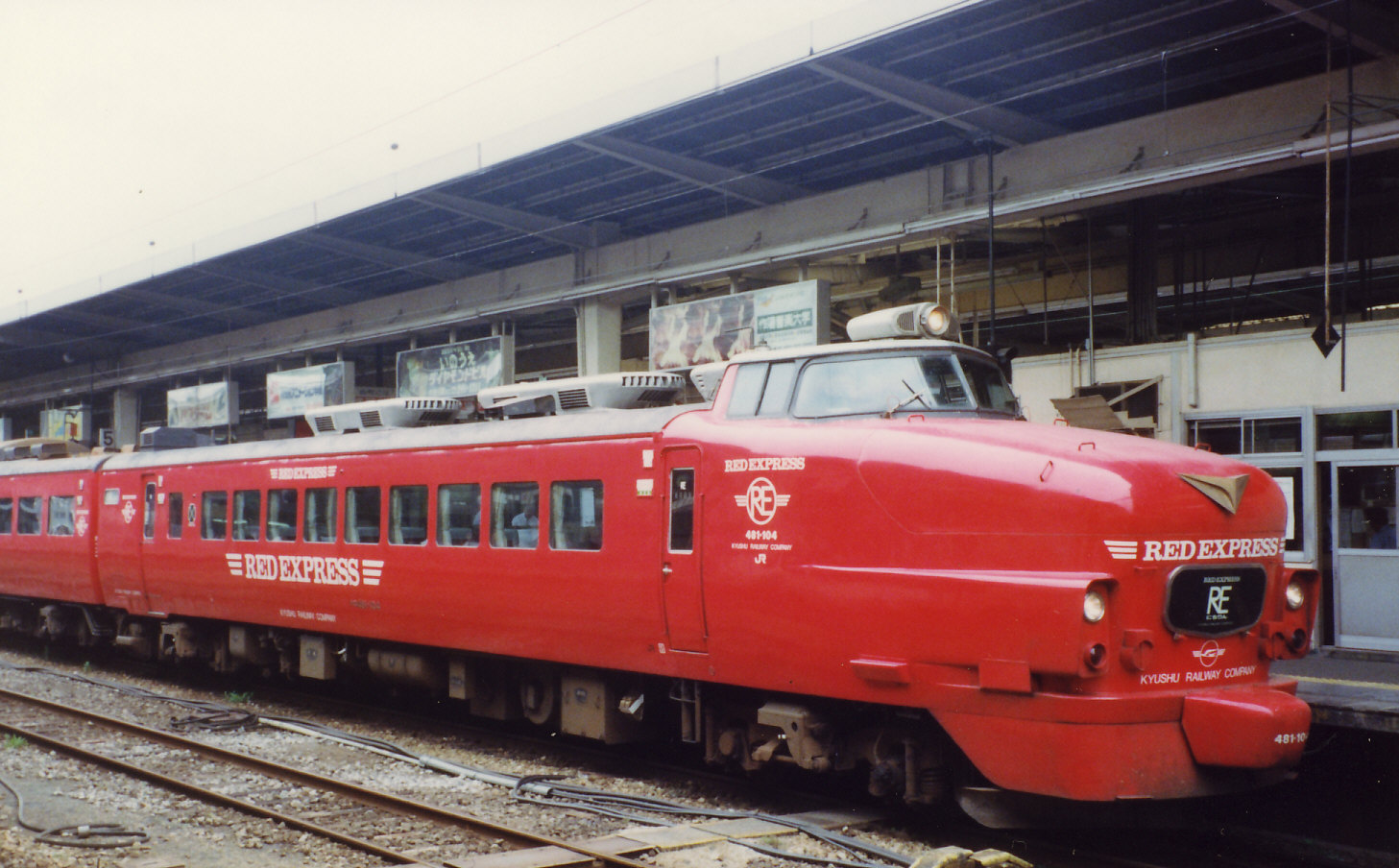
쿠로 481-104
1992년 7월 하카타

전차량 센다이 운전소에 신조 배치되었다. 쿠하 481-101 - 104도 각각 같은 날 센다이에 배치되었다. 1982년에 쿠로 481형은 4량 모두 미나미후쿠오카 전차구에 전속하고 후에 JR큐슈에 승계되었다. 1988년에는 가고시마 운전소에 전속했다. 1995년부터 1996년에 걸쳐 전차량 폐차되었다.
쿠로 481-101 - 104 이력
| 차량 번호 | 신제 회사 | 예산              | 완성 날짜  | 신제 배치 | 미나미후쿠오카 전속 | 가고시마 전속 | 폐차 날짜  |
| --------- | --------- | ----------------- | ---------- | --------- | ------------------- | ------------- | ---------- |
| 101       | 닛폰 차량 | 1970년 제2차 채무 | 1971.06.30 | 센다이    | 1982.12.02          | 1988.03.07    | 1995.03.24 |
| 102       | 도큐      | 1971년 본 예산    | 1971.12.23 | 센다이    | 1982.10.02          | 1988.03.02    | 1995.03.24 |
| 103       | 히타치    | 1971년 본 예산    | 1971.12.22 | 센다이    | 1982.09.25          | 1988.03.01    | 1995.10.05 |
| 104       | 히타치    | 1971년 제1차 채무 | 1972.02.24 | 센다이    | 1982.10.15          | 1988.02.27    | 1996.03.31 |
쿠하 481-101 - 126

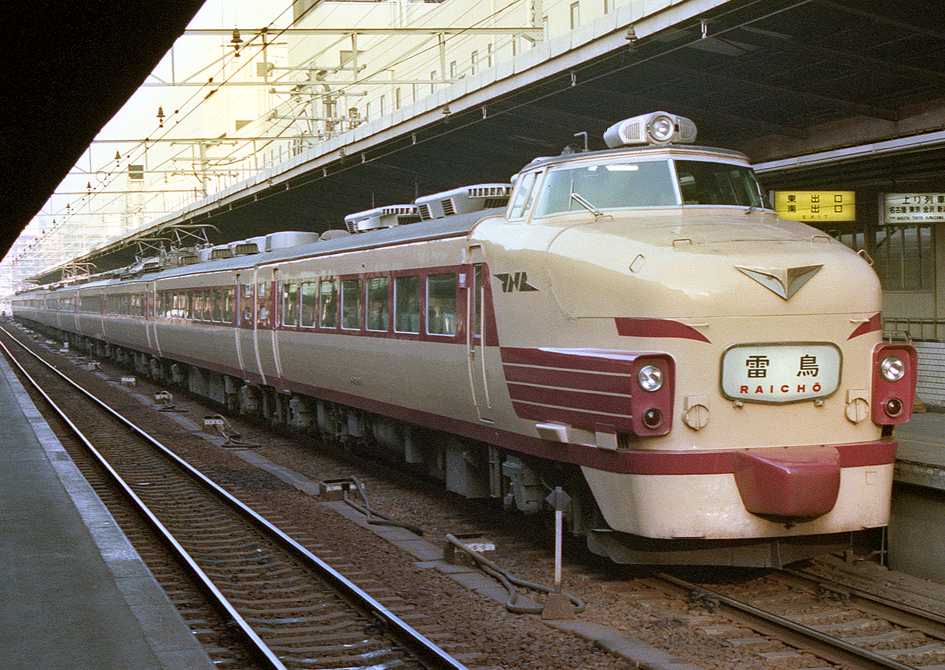
쿠하 481형 100번대

전술의 101 - 104가 센다이에, 105 - 108·111·112·119 - 124가 무코마치 운전소에, 109·110·113 - 118·125·126이 아오모리 운전소(현·아오모리 차량 센터)에 신제 배치되었다. 그러나 아오모리 배속차는 전차량 1973년 1월까지 무코마치에 전출되었다. 또한 101 - 104도 1985년에 무코마치로 전출되었기 때문에 그룹 전차량이 무코마치에 배치된다. 그러나 분할 민영화 직전의 1986년 11월 - 12월에 걸쳐 무코마치에서 아래의 10량이 전출되었다.
- →가나자와 운전소[* 13]
  - 104·107 - 110·113·115·124·125
- →가미눗타리 운전구(현 니가타 차량센터)
  - 102

이 결과 102만이 JR동일본으로, 이외에는 JR서일본에 승계되었지만 2004년까지 전차량 폐차되었다.
쿠하 481형 100번대 제조 회사별 분류
| 신제 배치 | 예산              | 제조 년도별 순서 | 도큐 차량 | 히타치 제작소 | 닛폰 차량 | 가와사키 중공업     |
| --------- | ----------------- | ---------------- | --------- | ------------- | --------- | ------------------- |
| 센다이    | 1970년 제2차 채무 | 1971             |           |               | 101       |                     |
| 센다이    | 1971년 본 예산    | 1971             | 102       | 103           |           |                     |
| 센다이    | 1971년 제1차 채무 | 1972             |           | 104           |           |                     |
| 아오모리  | 1971년 제2차 채무 | 1972             |           | 125・126      |           | 109・110・113 - 118 |
| 무코마치  | 1971년 제2차 채무 | 1972             | 105・106  | 119 - 124     | 107・108  | 111・112            |
모하 485·484-1 - 96
기본 설계는 모하 481+480·모하 483+482부터 계속 이어지고 있지만 3전원 대응 외에 측면 출입문 포켓에 장착되고 있던 측면 표시등을 차체 중앙으로 집중하는 설계 변경을 했다.
무코마치 운전소에는 481계의 센다이 운전소에는 483계 증비차로 배치되었고, 1972년부터는 아오모리 운전소(현 아오모리 차량센터)에도 배치되었다.
분할 민영화 때에는 JR동일본·JR서일본·JR큐슈에 승계되었지만, JR큐슈에서는 1994년까지, JR동일본에서는 훈련차 편성에 포함된 모하 485-61이 2007년 JR서일본에서는 교토 종합 운전소 배치 차량이 2011년에 각각 폐차되어 구분 소멸했다.
모야 484-2에서 복원된 모하 484-61이 철도 박물관에 정태 보존되어 있다.
모하 485.484형 제조 회사별 분류
| 제조 년도별 순서 | 신제 배치 | 도큐 차량 | 히타치 제작소 | 닛폰 차량 | 긴키 차량 | 기샤 회사 | 가와사키 중공업 |
| ---------------- | --------- | --------- | ------------- | --------- | --------- | --------- | --------------- |
| 1968             | 센다이    | 1 - 12    | 13 - 17       |           |           |           |                 |
| 1969             | 센다이    |           |               | 18 - 20   |           |           |                 |
| 1969             | 무코마치  | 24 - 27   | 28 - 30       |           | 21 - 23   |           |                 |
| 1970             | 센다이    |           |               | 34 - 36   |           | 37 - 43   |                 |
| 1970             | 무코마치  | 31 - 33   |               |           |           |           |                 |
| 1971             | 센다이    | 50 - 53   | 54 - 57       | 47 - 49   |           |           |                 |
| 1971             | 무코마치  |           | 44 - 46       |           |           |           |                 |
| 1972             | 센다이    |           | 58 - 61       |           |           |           |                 |
| 1972             | 무코마치  | 62 - 64   | 82 - 88       | 65 - 67   |           |           | 72 - 74         |
| 1972             | 아오모리  |           | 89 - 96       |           |           |           | 68 - 71 75 - 81 |
사하 481-1 - 14
1970년 높은 수요로 인해 12량화된 '히바리', '야마비코'용으로 1970년부터 1972년에 걸쳐 전차량 센다이 운전소에 신조 배치되었다.
- 1972년 1·2는 사하 489형으로 개조, 3 - 11은 1975년에 미나미후쿠오카 전차구로 전출되었다. 1978년 12 이후의 센다이 소속은 사하 481형 100번대와 주고받는 식으로 무코마치 운전소에 전속 후 1984년 - 1985년에 쿠하 480형으로 개조되었다. 미개조차는 1996년 - 2000년에 걸쳐 전차량 폐차되어 구분 소멸하였다.

사하 481형 제조 회사별 분류
| 제조 년도별 순서 | 신제 배치 | 닛폰 차량 | 기샤 회사 | 도큐 차량 | 히타치 제작소 |
| ---------------- | --------- | --------- | --------- | --------- | ------------- |
| 1970             | 센다이    | 1 - 5     | 6 - 10    |           |               |
| 1971             | 센다이    | 11        |           | 12        | 13            |
| 1972             | 센다이    |           |           |           | 14            |
사로 481-26 - 51
그린차로 객실 정원은 48명이다. 전위측에서 일본식 화장실·세면소, 출입대, 전무 차장실, 서양식 화장실·세면소의 순서로 레이아웃 되고 있어 181계와는 다르다. 1979년 이후 큐슈 배속차는 서양식 화장실·세면소를 폐지하고 그 부분에 차내 판매 준비실을 설치하고 있다.
사로 481형 제조 회사별 분류
| 제조 년도별 순서 | 신제 배치 | 가와사키 중공업 | 히타치 제작소 | 긴키 차량      | 도큐 차량 | 닛폰 차량 |
| ---------------- | --------- | --------------- | ------------- | -------------- | --------- | --------- |
| 1969             | 무코마치  |                 |               | 26・27・30・31 | 28 - 29   |           |
| 1970             | 무코마치  |                 | 34・35        |                | 32・33    |           |
| 1972             | 무코마치  | 41・42          | 46 - 49       |                | 36・37    | 38・39    |
| 1972             | 아오모리  | 40・43 - 45     | 50・51        |                |           |           |
사시 481-15 - 39
1965년까지 제조된 1 - 14와는 내장에서 약간의 차이가 있어 객실 창문의 커튼이 베네살 블라인드를 채용하는 등의 설계 변경이 실시되었다.
사시 481형 제조 회사별 분류
| 제조 년도별 순서 | 신제 배치 | 긴키 차량 | 히타치 제작소 | 닛폰 차량 | 도큐 차량 | 가와사키 중공업 |
| ---------------- | --------- | --------- | ------------- | --------- | --------- | --------------- |
| 1968             | 센다이    | 15・16    | 17 - 20       |           |           |                 |
| 1969             | 센다이    |           |               | 21        |           |                 |
| 1969             | 무코마치  | 22 - 24   |               |           |           |                 |
| 1970             | 무코마치  |           | 26            |           | 25        |                 |
| 1971             | 센다이    |           | 28            |           | 27        |                 |
| 1972             | 센다이    |           | 29            |           |           |                 |
| 1972             | 무코마치  |           | 36・37        | 31        | 30        | 33              |
| 1972             | 아오모리  |           | 38・39        | 32        |           | 34・35          |

#### 중기형(1972년 - 1973년)
1972년 하반기부터 1976년까지 제조된 그룹으로 무코마치 운전소·센다이 운전소·아오모리 운전소에 신제 배치되었다. 또한 다음 큰 설계 변경이 실시되었다.
- 쿠하 481형은 장래 예상되는 분할·병합 운전을 고려하여 보닛이 폐지되었다. 전면 관통형을 채용[* 14]했다.
- 냉방 장치는 모하 484형에서는 1기로 1량 전체를 냉방할 수 있는 AU71형 집중식 냉방 장치로 그 외의 형식에서는 AU13E형 분산식 냉방 장치 5기 탑재가 되어 특징적인 버섯형 커버를 가진 AU12형이나 얇은 판자 프레스의 차내 루버는 폐지되어 기능면이 우선되었다.

상술한 2형식은 정원 변경도 실시됐으므로 새롭게 모하 484형은 새롭게 200번대, 모하 484형이 200번대 외에 600번대의 번대 구분이 되었지만 모하 485형·사로 481형·사시 481형은 냉방 장치 이외에 큰 설계 변경이 아니기 때문에 기존 차량의 순서를 그대로 이어갔다.
쿠하 481-201 - 263
상술한 관통형으로의 설계 변경 외에 210 KVA MG와 용량을 2,000 l/min으로 변경한 CP를 바닥 밑 탑재에 연결면 차체 길이도 21,000 mm로 단축되었지만 객실 공간은 확대되어 정원은 0.100번대부터 8명 증가한 64명으로 늘었다.
- 구조적으로는 쿠하네 581형·583형처럼 외부문으로 관통문 등을 감추지만 외부문 개폐는 공기 실린더로 자동화되었다. 선두의 열차명 표시는 관통문 폭 문제로 소형의 정방형 수동식이다.
- 영업 운행에서의 정면 관통로 사용 개시는 1985년 3월 14일 다이어 개정에 의해 '쿠로시오'[* 15]부터이며 그 이전부터 사용할 전망이 없는 차량은 부식 방지나 외풍 대책으로 외부문 용접, 혹은 관통로를 완전히 채워 넣는 개조가 실시되었다.
  - 분할 병합 운용에 대해서는 1976년부터 나가사키 본선·사세보 선 '카모메'·'미도리'에서도 실시되었으나 이 때는 정면 관통로를 일절 사용하지 않았다.
- 본 구분은 모두 63량이 제조되었지만 신조시 그 2/3에 해당하는 201-224·227-230·235-238·254-263의 42량이 아오모리 운전소에, 225·226·231-234·239-253의 21량이 무코마치 운전소에 집중 배치되었다.
  - 아오모리에는 100번대도 10량이 배치되었지만 200번대 배치에 따른 전체 차량이 무코마치 운전소로 조기 전출되었다. 이것은 당시 도호쿠 본선 계통과 오우 본선 계통의 특급을 후쿠시마 역에서 분할·병합 운행할 계획이어서 그 준비 단계로 집중 배치했기 때문이었다. 그러나 홈 유효장의 문제·오우 본선 이타야 고개 구배에 의한 M:T비 2:1의 제약·신형식 도입의 필요성과 수송량 등의 사정[* 16] 등으로 계획은 백지화되었다. 더 나아가 단점인 틈새 바람과 거주성의 불편이 승무원으로부터 외면받고, 300번대 이후의 비관통형 쿠하에 설치가 진행된 아오모리 소속은 국철 시대에 호쿠리쿠·큐슈 지구로 전차량 전출[* 17]되었다.
- 아오모리 소속 203·204[* 18]·207·208에는 전기 연결기와 자동 해결 장치 및 자동 관통막 인출 장치가 시험적으로 탑재되어 있었다. 이들은 분할·병합 운용시 작업의 에너지 절약화를 겨냥한 것이었으나 몇번 시험되는 데 그쳐 1976년에 철거[* 19]되었다.
- 운전실에서의 승하차는 1972년 제조차가 발판 방식, 1973년 제조차는 0.100번대와 같은 계단식을 채용했다.

2014년 4월 현재 JR큐슈 소속 256만이 파동 수송 대응으로 운용되는 것 외에는 폐차 또는 보류차이다.
쿠하 481형 200번대 제조 회사별 분류
| 제조 년도별 순서 | 신제 배치 | 도큐 차량         | 닛폰 차량          | 가와사키 중공업             | 히타치 제작소       | 긴키 차량    |
| ---------------- | --------- | ----------------- | ------------------ | --------------------------- | ------------------- | ------------ |
| 1972             | 아오모리  | 201 - 204         | 205・206 211・212  | 207・208 213 - 218 227・228 | 209・210 219・220   |              |
| 1972             | 무코마치  |                   |                    | 225・226                    |                     |              |
| 1973             | 아오모리  | 235 258・259      | 221 - 224 254・255 | 229・230 256・257           | 237・238 262・263   | 236 260・261 |
| 1973             | 무코마치  | 233・234 245・246 | 243・244           | 231・232 251 - 253          | 239 - 242 247 - 250 |              |
모하 484-201 - 308

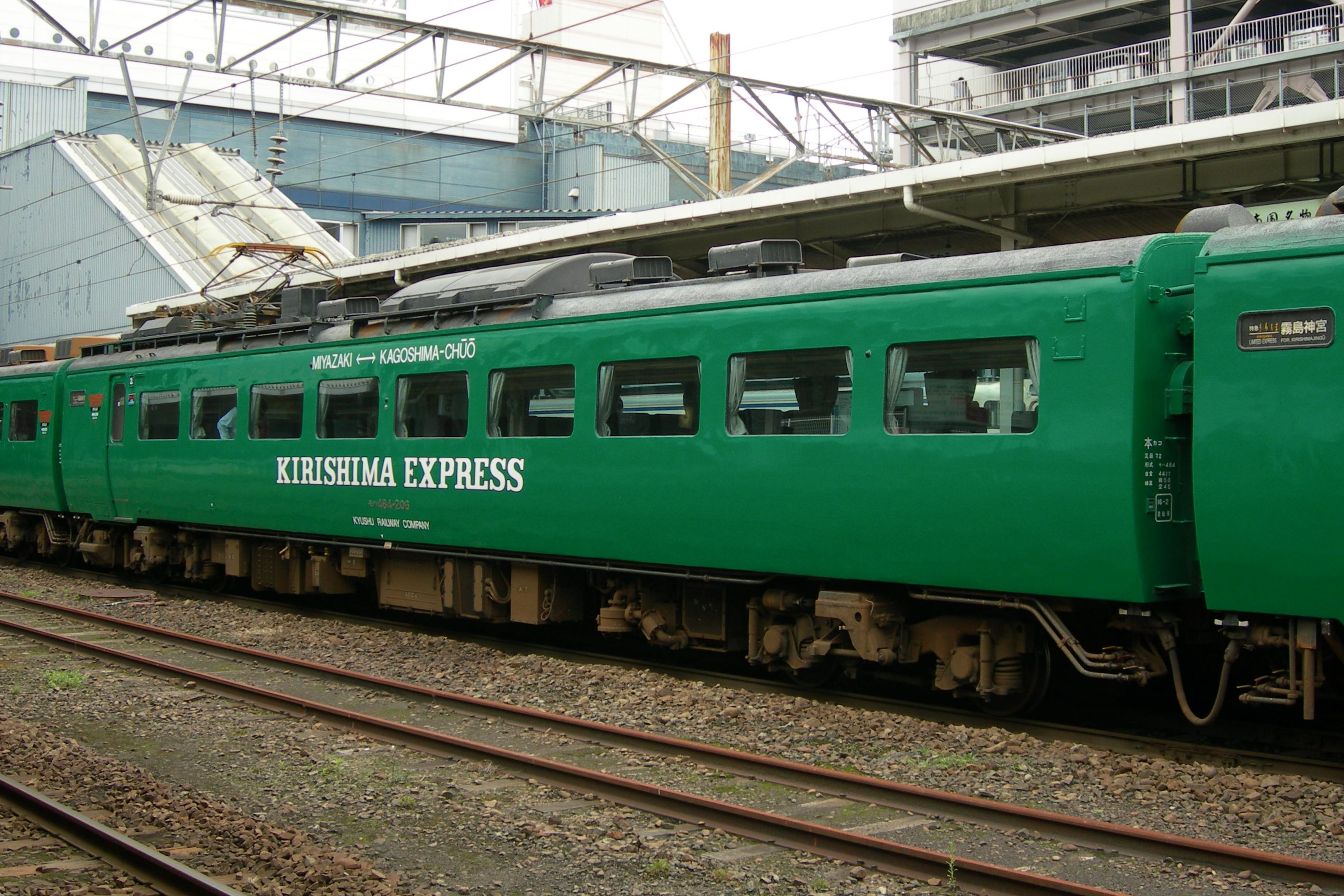
모하 484-206

AU71형 탑재에 의한 AU41형 상치 냉방 장치 수납 기기실과 업무용실을 폐지했기 때문에 정원이 8명이 증가하여 72명으로 증가했다.
- 한편 모하 485형은 수 차례로 구분되었기 때문에 그것까지 일치했던 MM'유닛의 차량 번호가 부족했다.

모하 484-601 - 602
200번대에 차장실과 업무용실을 마련한 번대 구분이다. 정원은 200번대보다 8명 적은 64명이다. 분할 민영화로 JR큐슈에 승계되었다.
- 일반 특급 열차 여객 전무실은 편성 중앙부에 있는 그린차를 사용하는 경향이 있지만 도호쿠 특급에서는 센다이 운전소 편성이 우에노 방면 선두차에 쿠로 481형을 편입하고, 아오모리 운전소 편성도 사로 481형은 2호차에 연결되어 편성 중앙부 근처에 여객 전무실을 갖추고 보통차가 필요한 본 번대 구분이 제조되었다. 이 구조는 후의 1000·1500번대에 승계되었다.

모하 484형 제조 회사별 분류
| 신제 년도별 순서 | 신제 배치 | 도큐 차량          | 닛폰 차량               | 가와사키 중공업                  | 히타치 제작소                | 긴키 차량 |
| ---------------- | --------- | ------------------ | ----------------------- | -------------------------------- | ---------------------------- | --------- |
| 1972             | 아오모리  | 201 - 208          | 209 - 212 221 - 224     | 213 - 216 230 - 233 247・248 602 | 217 - 220                    |           |
| 1972             | 무코마치  |                    |                         | 225 - 229 243 - 246              | 234 - 236                    |           |
| 1973             | 아오모리  | 293 - 296          | 237 - 239 285 - 288 601 | 289 - 292                        | 262 - 264 301 - 308          | 297 - 300 |
| 1973             | 무코마치  | 256 - 258 273・274 | 240 - 242 271・272 277  | 249 - 255 281 - 284              | 265 - 270 275・276 278 - 280 | 259 - 261 |
모하 485-97 - 206
모하 485형 제조 회사별 분류
| 제조 년도별 순서 | 신제 배치 | 도큐 차량          | 닛폰 차량           | 가와사키 중공업               | 히타치 제작소       | 긴키 차량 |
| ---------------- | --------- | ------------------ | ------------------- | ----------------------------- | ------------------- | --------- |
| 1972             | 아오모리  | 97 - 104           | 105 - 108 117 - 120 | 109 - 112 126 - 129 144 - 146 | 113 - 116           |           |
| 1972             | 무코마치  |                    |                     | 121 - 125 140 - 143           | 130 - 132           |           |
| 1973             | 아오모리  | 191 - 194          | 133 - 136 183 - 186 | 187 - 190                     | 160 - 162 199 - 206 | 195 - 198 |
| 1973             | 무코마치  | 154 - 156 171・172 | 147 - 153 169・170  | 147 - 153 179 - 182           | 163 - 168 173 - 178 | 157 - 159 |
사로 481-52 - 103
사로 481형 제조 회사별 분류
| 신제 년도별 순서 | 신제 배치 | 도큐 차량      | 닛폰 차량  | 가와사키 중공업 | 히타치 제작소   | 긴키 차량 |
| ---------------- | --------- | -------------- | ---------- | --------------- | --------------- | --------- |
| 1972             | 아오모리  | 52 - 55        | 56・57・59 | 64・72・73      | 58              |           |
| 1972             | 무코마치  |                |            | 60 - 63 70・71  | 65・66          |           |
| 1973             | 아오모리  | 101            | 67・99     | 100             | 103             | 102       |
| 1973             | 센다이    |                |            |                 | 84 - 86         |           |
| 1973             | 무코마치  | 79 - 81 91・92 | 68・69     | 74 - 78 97・98  | 87 - 90 93 - 96 | 82・83    |
사시 481-40 - 72
사시 481형 제조 회사별 분류
| 제조 년도별 순서 | 신제 배치 | 도큐 차량 | 닛폰 차량     | 가와사키 중공업 | 히타치 제작소 | 긴키 차량 |
| ---------------- | --------- | --------- | ------------- | --------------- | ------------- | --------- |
| 1972             | 아오모리  | 40・41    | 42・45        | 43・48 54・55   | 44            |           |
| 1972             | 무코마치  |           |               | 46・47          | 49・53        |           |
| 1973             | 아오모리  | 70        | 50・68        | 69              | 72            | 71        |
| 1973             | 센다이    |           |               |                 | 60            |           |
| 1973             | 무코마치  | 58・64    | 51・52 63・67 | 56・57 65・66   | 61・62        | 59        |

#### 후기형(1974년-1976년)
1974년부터 제조된 그룹이다. 새로이 가나자와 운전소·미나미후쿠오카 전차구·아키타 운전구에도 신제 배치되었으며, 한층 더 나아가 아래의 설계 변경·개량이 실시되었다.
- 쿠하 481형이 관통문을 폐지한 결과 새로운 300번대의 번대 구분을 실시했다.
- 다른 형식 차량 번호는 중기형의 후속 순서이다.
- 대차는 동력차가 DT32E형, 부수차는 TR69E형이다.
  - 쿠하 481-311·313·315 - 354·사로 481-115 - 133·사하 481형 100번대는 제동 실린더가 다이어프램 실린더인 TR69H형으로 변경되었다.
- 보통차 좌석을 기존의 T-17계 회전 크로스시트에서 R-51계 간이 리클라이닝 시트로 변경했다.
- 일부 차량에서 순환식 오물처리 장치의 잠정 준비 공사[* 20]도 실시되었다.

이후에 등장한 각 번대는 기본적으로 이 그룹의 사양을 답습하고 있다.
쿠하 481-301 - 354
200번대 기준의 디자인이며 분할·병합 운용의 필요성이 떨어져 틈새 바람 등의 문제가 있었던 관통로의 폐지와 운전실의 거주성 개선 등 설계 변경에 따른 구분으로 1974년 이후에 제조되었다.
- 차체 길이를 250 mm 연장한 0.100번대와 동일한 연결면으로 차체 길이가 21,250 mm이며, 동시에 운전실 바닥 위 공간이 남아 조수석 하부로 CP를 이전했다.
- 200번대에서 폐지된 운전실 뒤의 후방 확인용 작은 창을 부활.
- 열차명 표시기는 대형의 장방형으로 측면 행선막 연동이 전동식으로 변경.
- 342·348·350의 3량이 후에 서술하는 3000번대 개조를 시공했다.

2014년 12월 현재 JR동일본 소속 334.346의 2량이 남아있다.
쿠하 481형 300번대 제조회사별 분류
| 신제 년도별 순서 | 신제 배치 | 도큐 차량         | 가와사키 중공업 | 히타치 제작소 |
| ---------------- | --------- | ----------------- | --------------- | ------------- |
| 1974             | 무코마치  |                   |                 | 301・302・304 |
| 1974             | 가나자와  | 303・305 306・308 |                 | 307・310      |
| 1974             | 센다이    |                   | 312・314        |               |
| 1975             | 아오모리  | 332 - 337         | 311・313・315   | 342           |
| 1975             | 가나자와  |                   | 318 - 327       | 343・344      |
| 1975             | 센다이    | 328 - 331         | 316・317        | 338 - 341     |
| 1976             | 아오모리  |                   |                 | 345 - 352     |
| 1976             | 센다이    |                   |                 | 353・354      |
모하 484-309 - 345
모하 484-603 - 614
아오모리·센다이에 신제 배치 후 분할 민영화까지 각지에 배치되었으며 603이 JR동일본에, 604 이후는 JR서일본에 승계되었다.
모하 484형 제조 회사별 분류
| 신제 년도별 순서 | 신제 배치      | 도큐 차량 | 가와사키 중공업 | 히타치 제작소 |
| ---------------- | -------------- | --------- | --------------- | ------------- |
| 1974             | 仙台           |           | 309・310        | 603 - 607     |
| 1974             | 무코마치       |           |                 | 311 - 315     |
| 1974             | 가나자와       | 316 - 322 |                 | 323 - 325     |
| 1975             | 아오모리       |           |                 | 610・611      |
| 1975             | 센다이         |           |                 | 608・609      |
| 1975             | 가나자와       |           | 329 - 336       | 343 - 345     |
| 1975             | 미나미후쿠오카 | 337 - 342 | 326 - 328       |               |
| 1976             | 아오모리       |           |                 | 612 - 614     |
모하 485-207 - 255
- 229는 1990년 3월 18일 '니치린 47호'로 운행 중 건널목 사고로 차체 바닥의 큰 손상을 입어 복구중의 보류차였던 23에서 유용한 냉방 장치 AU12형 6기가 탑재된 생소한 차량이었다.

모하 485형 제조 회사별 분류
| 신제 년도별 순서 | 신제 배치      | 도큐 차량 | 가와사키 중공업 | 히타치 제작소 |
| ---------------- | -------------- | --------- | --------------- | ------------- |
| 1974             | 센다이         |           | 207・208        | 224 - 228     |
| 1974             | 무코마치       |           |                 | 209 - 213     |
| 1974             | 가나자와       | 214 - 220 |                 | 221 - 223     |
| 1975             | 아오모리       |           |                 | 251・252      |
| 1975             | 센다이         |           |                 | 249・250      |
| 1975             | 가나자와       |           | 232 - 239       | 246 - 248     |
| 1975             | 미나미후쿠오카 | 240 - 245 | 229 - 231       |               |
| 1976             | 아오모리       |           |                 | 253 - 255     |
사하 481-15 - 19
- 15가 센다이 운전소에 배치되었으나 16-19는 '라이쵸', '시라사기' 증결용으로 가나자와 운전소(현 가나자와 종합 차량소)에 배치되었다.
- 1978년 도호쿠 지구 3MG화로 사하 481형 100번대를 마련할 필요성으로 15는 차량 교환, 16-19는 전출 차량 보전의 형태로 무코마치 운전소에 집중 배치하였으나 1984년 이후 선두차화 개조에 쓰이게 되었다.

사하 481-101 - 118
1976년에 제조된 부수차이다. 기본 번대에서 후방에 차내 판매 준비실·업무용실을 설치하면서 설계 변경에 따른 정원이 8명 줄어든 64명으로 번대 구분된다.
- 신제시 무코마치와 미나미후쿠오카에 집중 배치되었으나 바닥에 MG·CP 설치 준비 공사가 시공된 것으로 1978년 10월 다이아 개정에 따라 도호쿠 특급 3MG화로 일부가 센다이 운전소로 옮겨졌다.
- 110.111의 2량은 쿠하 182-1.2로 개조되었지만 1985년 3월 다이어 개정으로 16량 전 차량 다시 무코마치에 집중 배치되었다.

후에 대부분 쿠하 481형, 183계·189계의 선두차로 개조되었다. 108·109의 2량이 1998년에 폐차되고 구분 소멸되었다.
사하 481형 제조 회사별 분류
| 신제 년도별 순서 | 신제 배치      | 도큐 차량 | 가와사키 중공업 | 히타치 제작소 | 긴키 차량 |
| ---------------- | -------------- | --------- | --------------- | ------------- | --------- |
| 1974             | 센다이         |           | 15              |               |           |
| 1974             | 가나자와       | 16・17    |                 | 18            |           |
| 1975             | 가나자와       |           |                 | 19            |           |
| 1976             | 무코마치       |           |                 |               | 101 - 113 |
| 1976             | 미나미후쿠오카 |           |                 | 114 - 118     |           |
사로 481-104 - 133
- 1975년 '쓰바사'의 본 계열화 목적으로 제조된 115·116·122·123·127·128의 6량에는 차체 하부에 MG·CP를 탑재했으며, 전방에 차내 판매 준비실·차내 판매 코너 설치와 같이 당초부터 1000번대 개조를 전제로 한 사양 변경이 실시되었다.

사로 481형 제조 회사별 분류
| 신제 년도별 순서 | 신제 배치 | 도큐 차량 | 가와사키 중공업 | 히타치 제작소 |
| ---------------- | --------- | --------- | --------------- | ------------- |
| 1974             | 센다이    |           |                 | 114           |
| 1974             | 가나자와  | 108 - 111 |                 | 112・113      |
| 1974             | 무코마치  |           |                 | 104 - 107     |
| 1975             | 아오모리  |           |                 | 130           |
| 1975             | 아키타    | 122・123  | 115・116        | 127・128      |
| 1975             | 센다이    | 124・125  |                 | 126・128      |
| 1975             | 가나자와  |           | 117 - 121       | 131・132      |
| 1976             | 아오모리  |           |                 | 133           |
사시 481-73 - 76
사시 481형 제조 회사별 분류
| 신제 년도별 순서 | 신제 배치 | 도큐 차량 | 히타치 제작소 |
| ---------------- | --------- | --------- | ------------- |
| 1974             | 가나자와  | 75        | 76            |
| 1974             | 무코마치  |           | 73・74        |

#### 1500번대

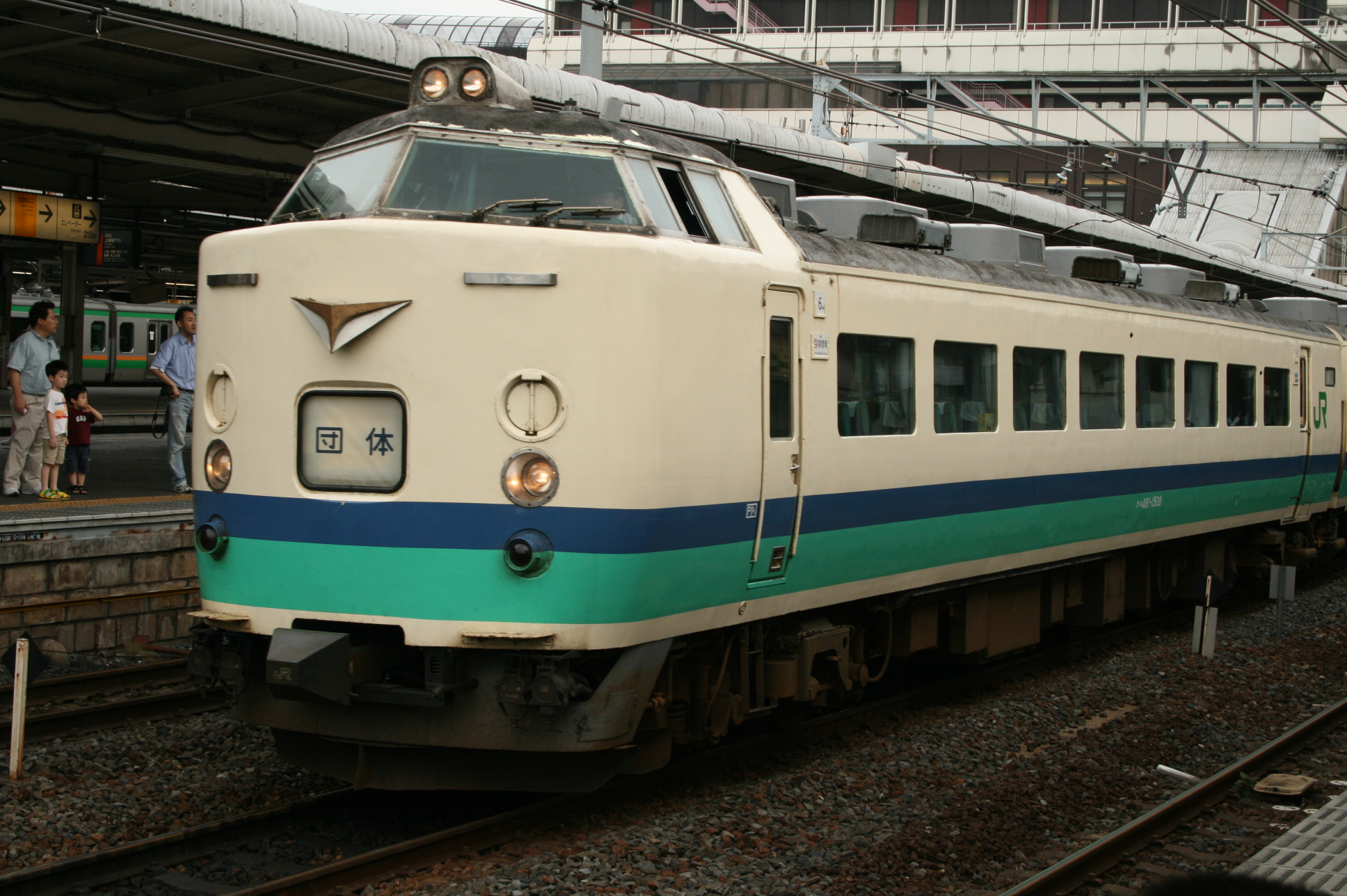
쿠하 481-1508
2008년 4월 이전의 가미누마타리 도색 시절

1974년에 제조된 홋카이도용 특별 내한·내설 구조의 번대 구분이다.
하코다테 본선 전철화 구간인 도오 지방 도시간 연락의 핵심이 되는 삿포로~아사히카와간에서 겨울철 안정된 성능을 자랑하는 711계 전동차로 운행하는 급행 '카무이' 및 논스톱 급행 '사치카제'가 양호한 실적을 올리고 있었다. 그래서 같은 계열을 기반으로 한 신형 교류 전용 특급 차량이 계획되었으나 TM14형을 포함한 기존 주변압기의 절연·냉각에 쓰이던 PCB 기름의 독성으로 유종 변경에 대응하기 위해 계획은 일시 보류되었다. 하지만 연선과 홋카이도 총국의 기대가 강한 것과 무해한 실리콘 기름을 사용하는 TM20형 주변압기가 개발되면서 홋카이도용으로 300번대를 바탕으로 개량한 본 그룹을 잠정 투입하기로 결정했다. 아래의 설계 변경이 실시되었다.

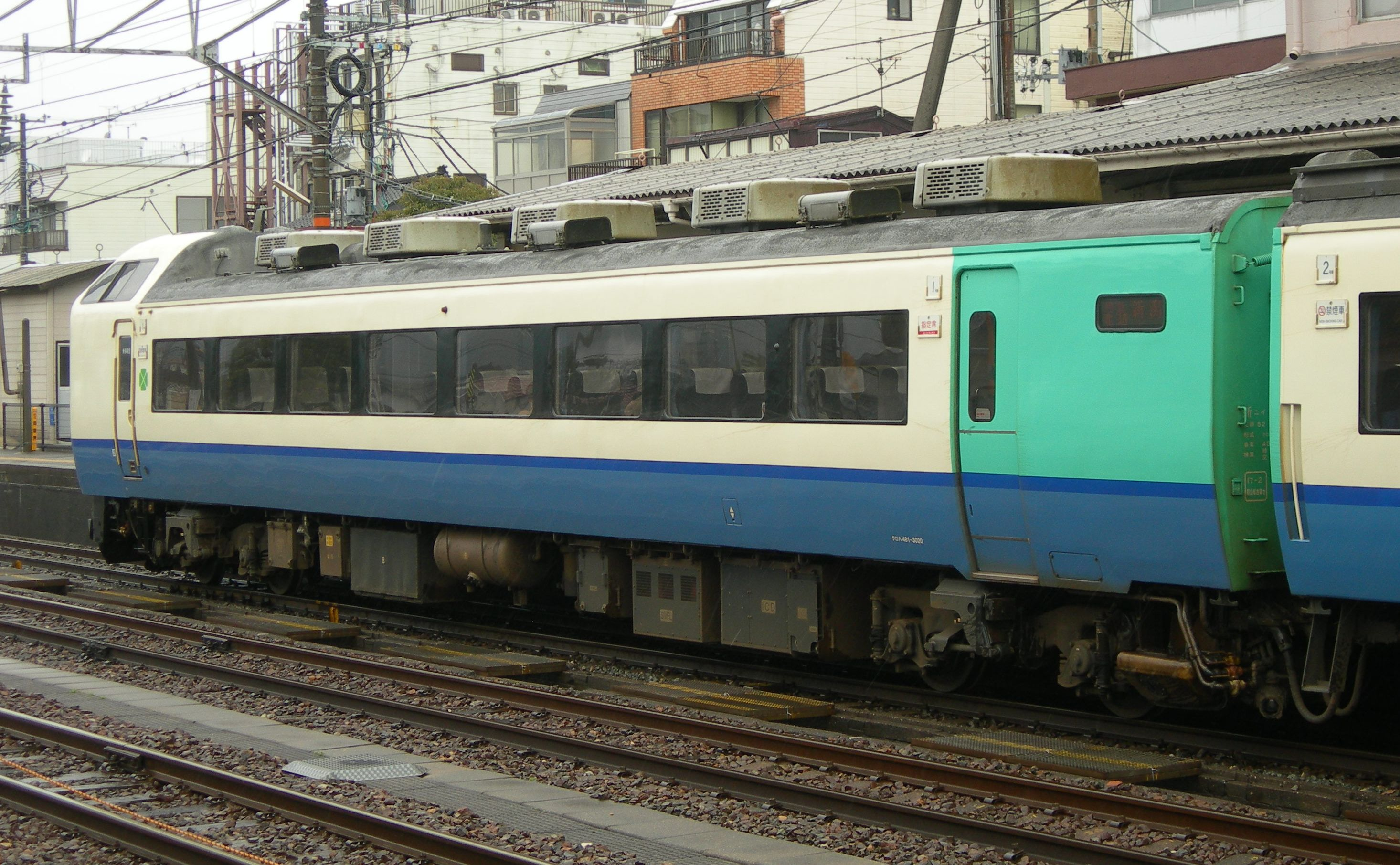
홋카이도 지역에서의 운용은 6량 단일 좌석등급 편성으로 했기 때문에 본 구분 번대에서는 모하 485·484형과 쿠하 481형만 제조되었다. 모하 484형은 여객 전무실·차내 판매 준비실을 설치한 600번대의 구조를 답습했다.
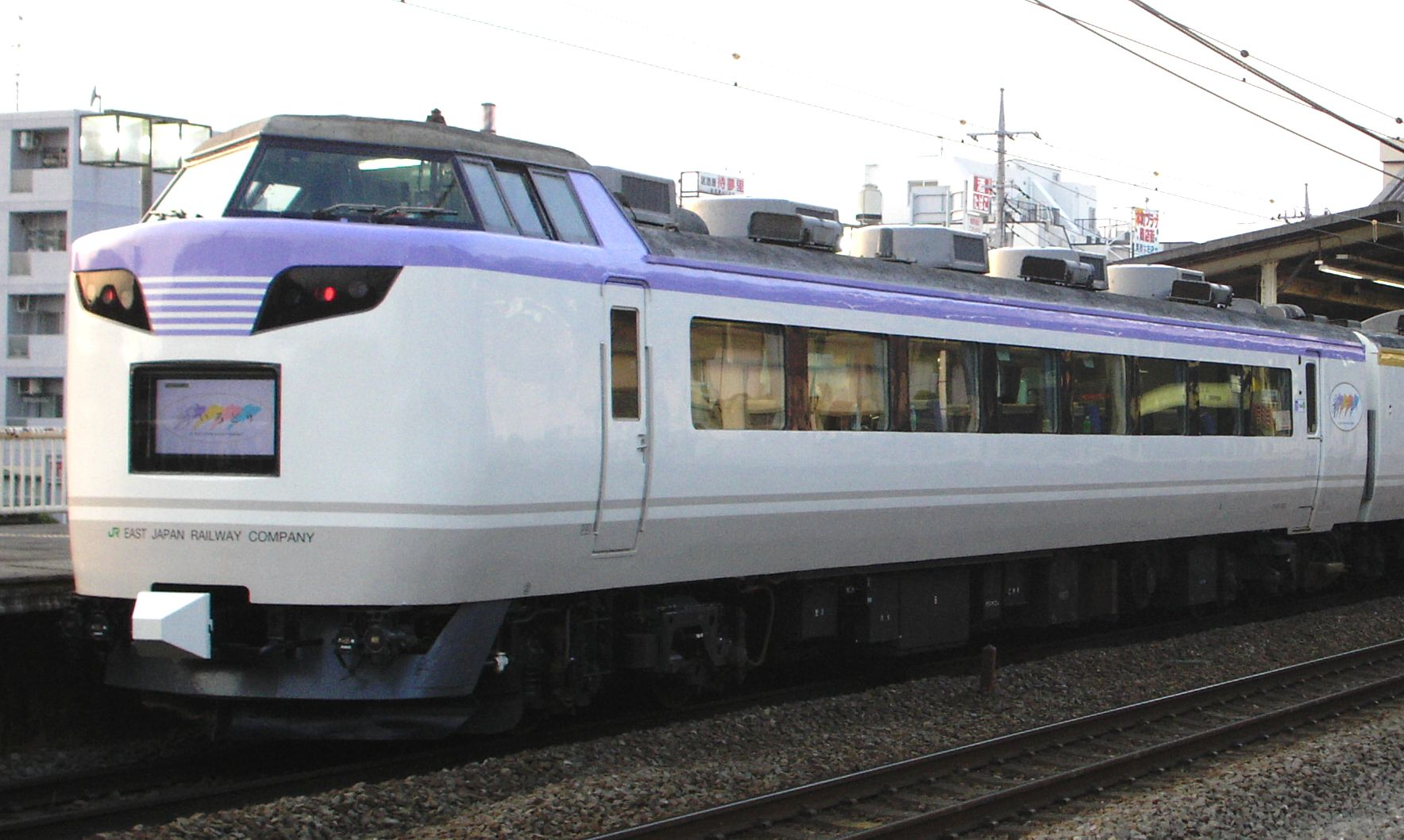
대차는 내한 내설 강화 유형의 미립식 액슬 박스 외에 동력차에서는 양압식 내설제동 및 주철 제륜자 탑재의 DT32G형을, 쿠하 481형이 차륜 답면 청소 장치 탑재 TR69G형을 장착했다[1].
- 바닥 밑 하부 기기 박스에는 동결 방지용 히터를 추가하여 눈 침입 방지 라벨류를 신설했다.
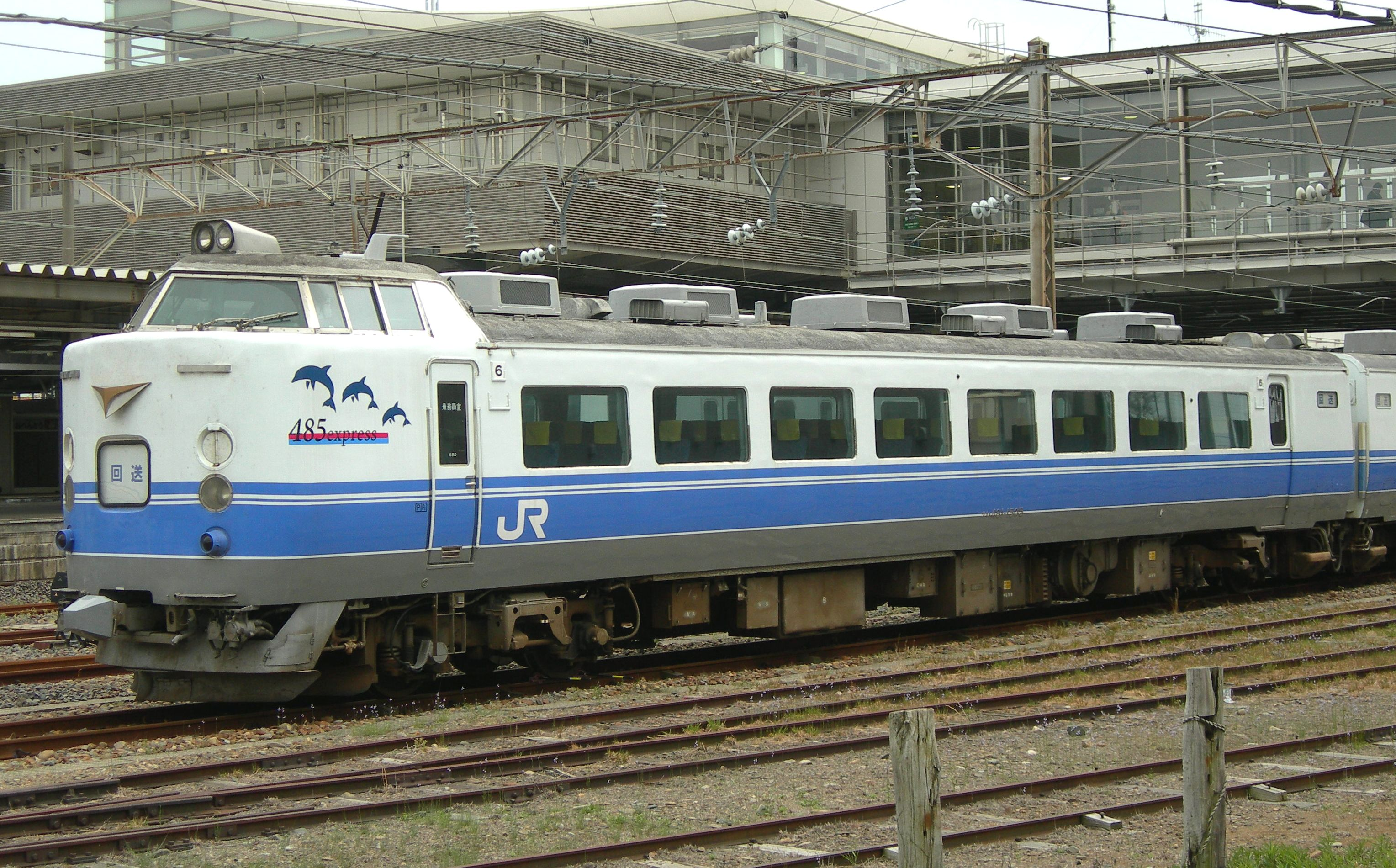
쿠하 481형은 300번대와 동일한 비관통형이지만, 강설시의 시인 및 피시인성 향상을 위해 운전대 위에 전조등 2개 증설해 모두 4기 설치하고 와이퍼도 블레이드를 4개로 증설하여 운전대 측면 유리도 열선으로 변경했다.

1973년도 제1차 채무로 가와사키 중공업(현 가와사키 중공업 차량 컴퍼니)과 히타치 제작소 가사토 사업소의 2개사에서 신조되어 22량 전 차량 삿포로 운전소에 배치되었다. 첫 해는 내한 내설 장비의 시용을 겸한 아오모리 운전소 임대 명목으로 오사카-아오모리 간의 '하쿠초'에 투입되었다. 다음 해 1975년 1월부터 순차적으로 삿포로로 회송되어 같은 해 7월 18일부터 신설 L특급 '이시카리'로 운행이 개시되었다.
그리고 홋카이도에서의 운용 개시 이후 1976년 나에보 공장에서 아래의 개조를 실시했다.
- 미등이 해당 차량에서 말아 올려 부착되어 눈으로 확인하지 못하는 것이 판명되었기 때문에 차체 안쪽에서 전구를 교체하는 표준형에서 바깥쪽으로 교체할 수 있는 나식으로 변경.
- 전두 연결기를 밀착식 자동형으로 교체[* 26].
- 난방 장치 및 동결 방지 히터의 강화.

하지만 본래는 혼슈 지역에서 사용이 전제된 차량이었기 때문에 겨울에는 아래의 트러블이 다발했다.
- 무접점 제어 장치 탑재의 711계에 비해 본 계열에서는 주제어기 등의 전장 부품에 가동 부품과 접점이 유입된 가랑눈의 융해에 의한 절연 불량, 재결빙에 따른 동작 불량.
- 운행 중에는 부압이 되는 실내에 홋카이도 특유의 눈이 출입문에서 대량으로 침입하여 얼어붙은 승객용 출입문 작동 불량[* 27]으로 지연·운행 중단 및 운휴가 잦았다.
  - 이 때문에 편성을 MM' 1유닛 감소한 4량으로 단축되었다. 운행 시격이 1시간에서 2시간이 되는 운휴를 통해 예비차와 재정비 시간을 확보했다.

이러한 각종 문제의 근본적 해결은 되지 않았기에 1978년 홋카이도 전용 특급형 전동차가 된 781계 시작차를 개발했다. 양산차가 제조된 뒤 1980년 여름까지 1500번대는 전 차량 아오모리 운전소로 전출되었다. 분할 민영화때 전 차량이 JR동일본에 승계되었다.
쿠하 481-1501-1508
혼슈 전출 후에는 아오모리 잔류차와 가미누마타리 운전구·미나미아키타 운전소로 전출하는 차량으로 분할되었으나, 최종적으로는 전체 차량 모두 한번은 니가타에 배치되었다. JR화 이후에는 니가타 소속을 중심으로 업그레이드 개조가 시공되었다. 각 차의 이후 상황을 아래에 나타낸다.
- 쿠로하 481-3020
(구 쿠하 481-1501)
- 쿠로 481-1503
- 쿠하 481-1505

1501
1987년 쿠로 481-1020으로 개조. 1999년 쿠로하 481-3020으로 리뉴얼 개조되어 2006년 니가타 차량 센터로 전출되었다. R28편성.
1502·1503
2006년 조이풀 트레인 "이로토리"의 쿠로 481-1502·1503으로 개조 개번되었다. 나가노 종합 차량 센터 N201편성.
1504·1505
파동 수송 대응 때문에 정기 운용이 없는 가쓰다 차량 센터 K60편성의 양 끝에 조성되었다. 2013년 1월에 운용 이탈하여 폐차 회송되었디.
1506
2000년에 쿠하 481-3506으로 리뉴얼 개조된 니가타 차량 센터 R24편성에 조성되었다. JR 우에쓰 본선 탈선 사고로 2007년 3월 31일 폐차되었다.
1507
니가타 차량 센터 T21편성에 조성되었으나 2006년 6월 1일 폐차되었다.
1508
1508은 JR화 이후에도 주로 아키타, 아오모리에 소속되었으나 2000년 니가타 차량 센터로 전출되었다. T18편성에 조성.
- ATS-P형이 2번째 아오모리 소속 시절에 탑재되어 파동 수송 대응 편성이다.
- 현존하는 1500번대에서 오리지널 4등 전조등을 유일하게 유지.
- 1982년의 광역 전배로 가고시마 운전소 운용에 충당되면서 전철화 구간 최북단, 최남단 양측에서의 운용 실적이 있다.

쿠하 481형 1500번대 이력
| 차량 번호 | 제조 회사 완성 날짜 신제 배치 | 전속                | 전속              | 전속                | 전속              | 개조                       | 현황                           |
| --------- | ----------------------------- | ------------------- | ----------------- | ------------------- | ----------------- | -------------------------- | ------------------------------ |
| 1501      | 가와사키 1974.05.23 삿포로    | 아오모리 1980.09.10 |                   |                     |                   | 쿠로하 481-1020 1987.12.24 | 쿠로하 481-3020 니가타 R28편성 |
| 1502      | 가와사키 1974.05.23 삿포로    | 아오모리 1980.08.10 | 니가타 1986.09.19 | 나가노 2006.05.22   |                   | 쿠로 481-1502 2007.01.05   | 나가노 N201편성                |
| 1503      | 가와사키 1974.05.23 삿포로    | 아오모리 1980.08.10 | 니가타 1986.10.28 | 나가노 2006.05.22   |                   | 쿠로 481-1503 2007.01.05   | 나가노 N201편성                |
| 1504      | 가와사키 1974.05.23 삿포로    | 아오모리 1980.06.11 | 니가타 1986.10.28 | 가쓰다 2002.12.06   |                   |                            | 2013.01 폐차                   |
| 1505      | 히타치 1974.04.25 삿포로      | 아오모리 1980.06.11 | 니가타 1986.09.19 | 가쓰다 2002.12.06   |                   |                            | 2013.01 폐차                   |
| 1506      | 히타치 1974.04.25 삿포로      | 아오모리 1980.09.10 | 아키타 1992.07.01 | 니가타 1997.03.27   |                   | 쿠하 481-3506 2000.12.12   | 2007.03.31 사고 폐차           |
| 1507      | 히타치 1974.06.01 삿포로      | 아오모리 1980.09.28 | 니가타 1986.10.15 |                     |                   |                            | 2006.06.01 폐차                |
| 1508      | 히타치 1974.06.01 삿포로      | 아오모리 1980.09.28 | 아키타 1987.07.01 | 아오모리 1992.07.01 | 니가타 2000.07.02 |                            | 니가타 T18편성                 |
모하 485.484-1501 - 1507
아오모리 전속 후에는 1985년 무코마치 운전소에 다시 전출되었다. 1986년 11월 1일에는 가미누마타리 운전구에 여러번 전출되었다. 차량 전체가 바닥 높이·측면 창 높이 확대·후면 테이블 탑재 프리스톱식 시트로의 교체와 시트 피치 확대 등의 지정석 차량 대응'업그레이드 개조'가 시행되었으나 2001년부터 2002년까지 노후화로 폐차되었다.
모하 485+484형 1500번대 이력
| 차량 번호 | 제조 회사 | 완성 날짜  | 신제 배치 | 아오모리 전속 | 무코마치 전속 | 가미누마타리 전속 | 폐차 날짜  |
| --------- | --------- | ---------- | --------- | ------------- | ------------- | ----------------- | ---------- |
| 1501      | 가와사키  | 1974.05.23 | 삿포로    | 1980.09.10    | 1985.02.14    | 1986.11.01        | 2001.07.19 |
| 1502      | 가와사키  | 1974.05.23 | 삿포로    | 1980.08.10    | 1985.02.05    | 1986.11.01        | 2001.06.13 |
| 1503      | 가와사키  | 1974.05.23 | 삿포로    | 1980.06.11    | 1985.02.14    | 1986.11.01        | 2002.04.02 |
| 1504      | 히타치    | 1974.04.25 | 삿포로    | 1980.08.10    | 1985.02.14    | 1986.11.01        | 2001.04.03 |
| 1505      | 히타치    | 1974.04.25 | 삿포로    | 1980.09.10    | 1985.02.14    | 1986.11.01        | 2002.04.02 |
| 1506      | 히타치    | 1974.06.01 | 삿포로    | 1980.09.28    | 1985.03.14    | 1986.11.01        | 2001.04.03 |
| 1507      | 히타치    | 1974.06.01 | 삿포로    | 1980.09.28    | 1985.02.05    | 1986.11.01        | 2001.11.21 |

#### 1000번대

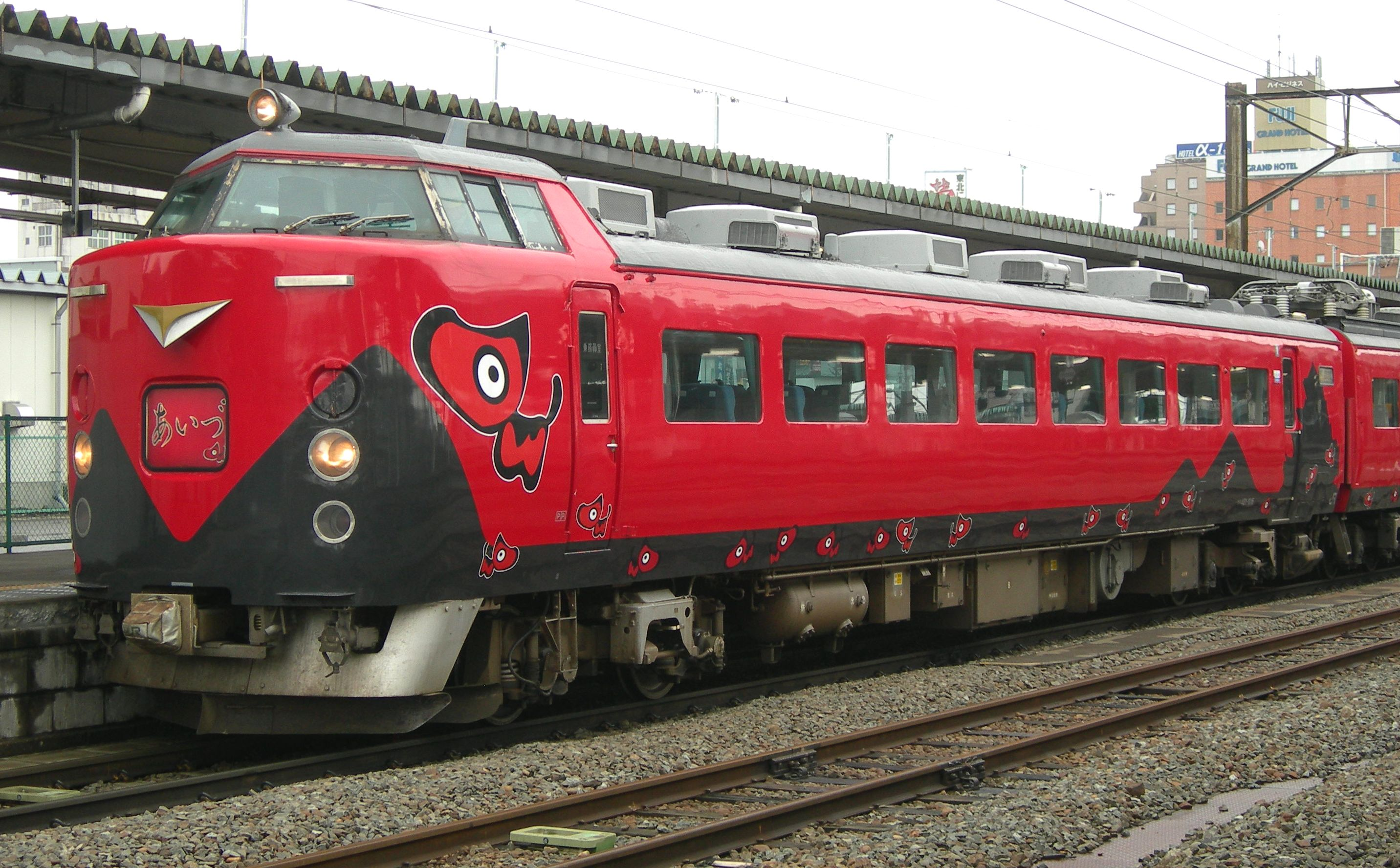
쿠하 481-1016 공식측
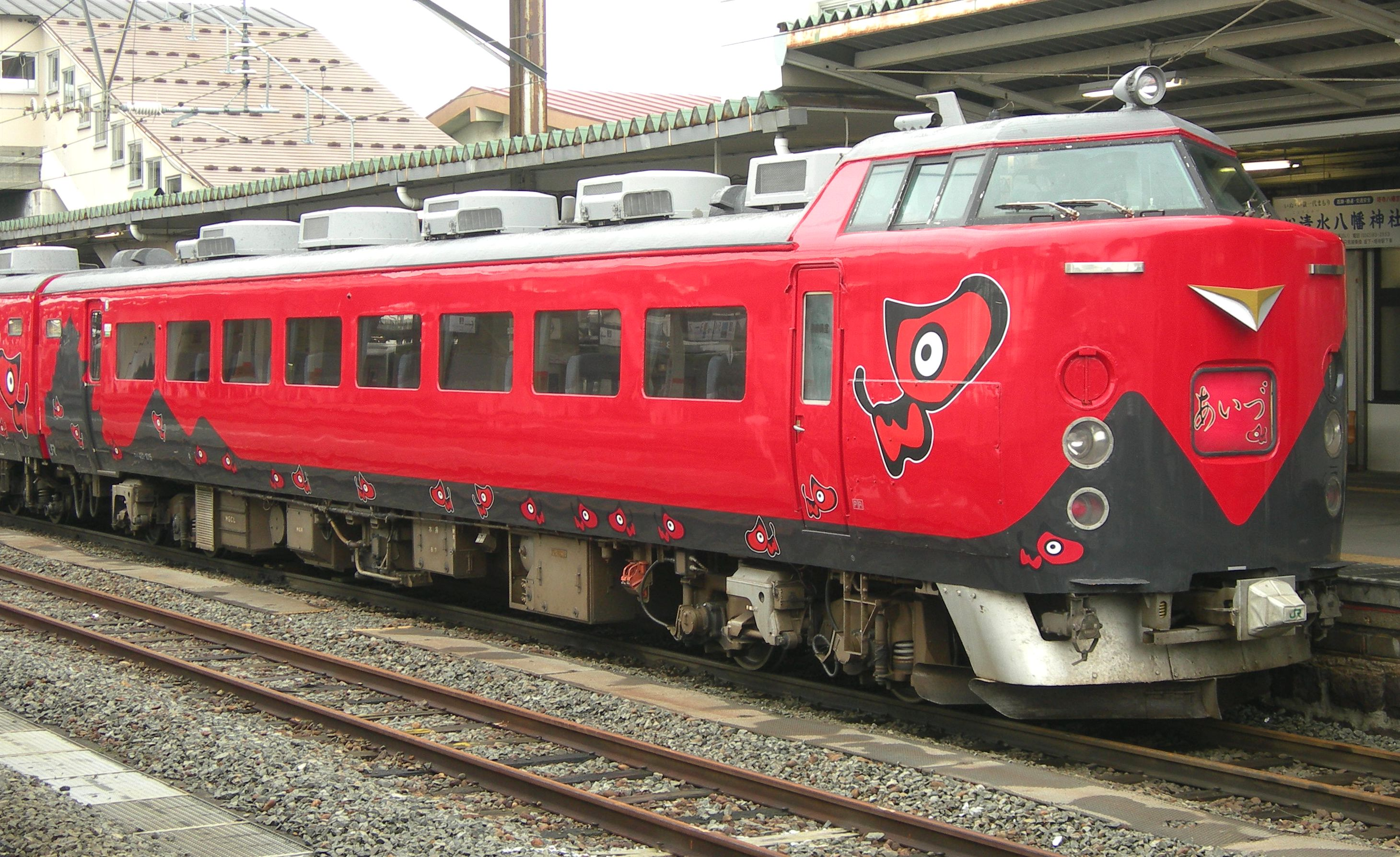
쿠하 481-1015 비공식측
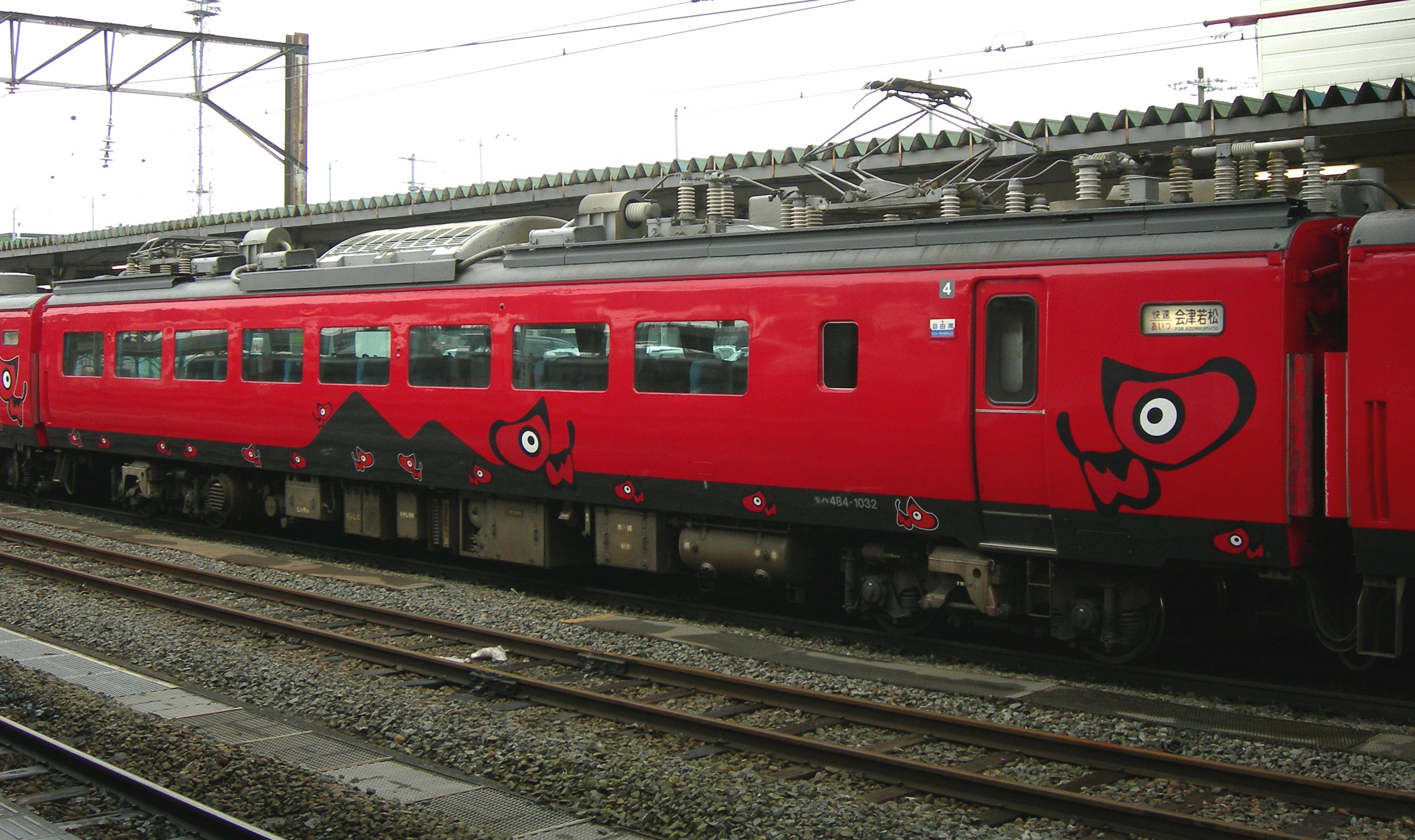
모하 484-1032 비공식측
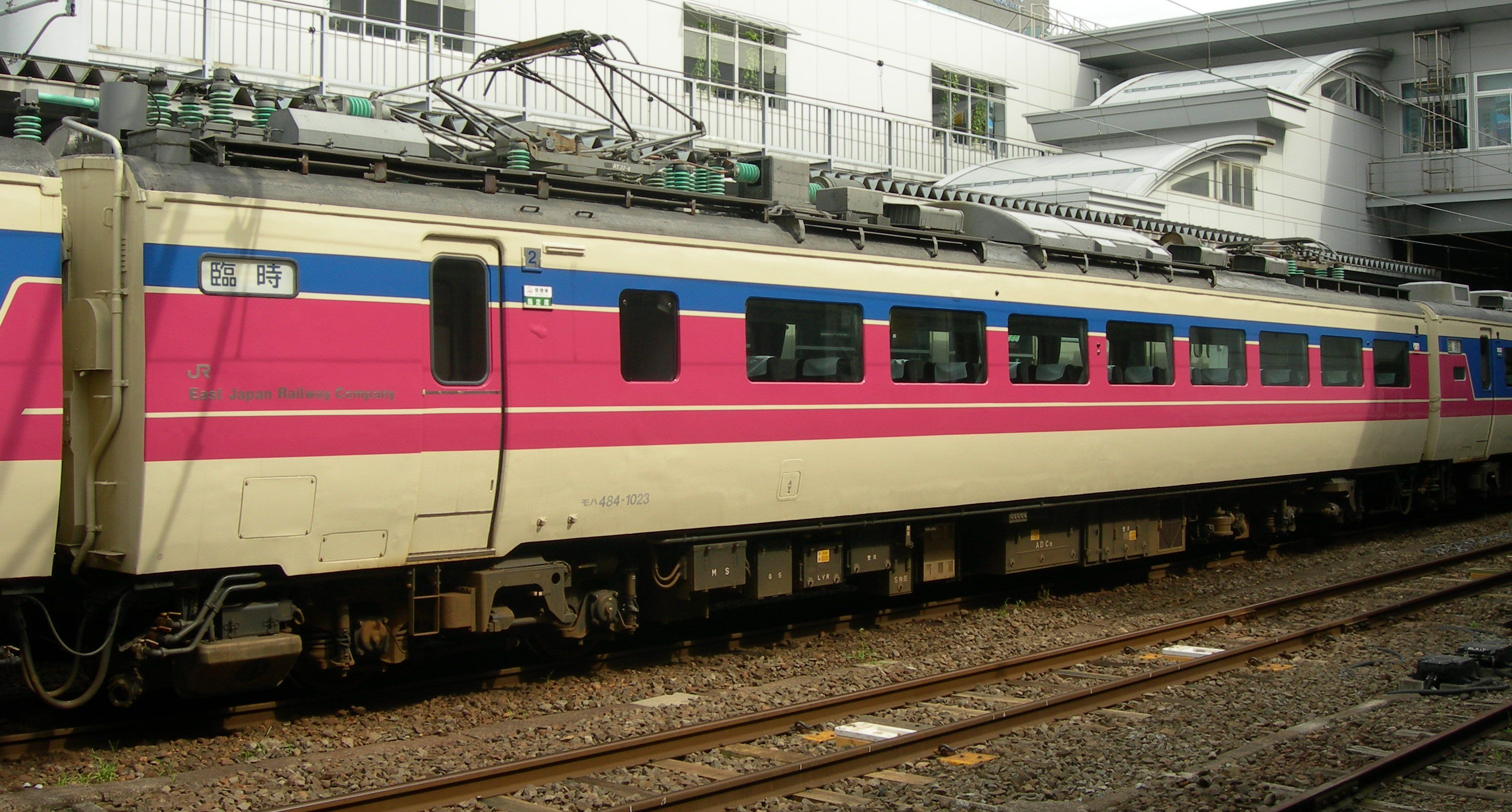
모하 484-1023 공식측
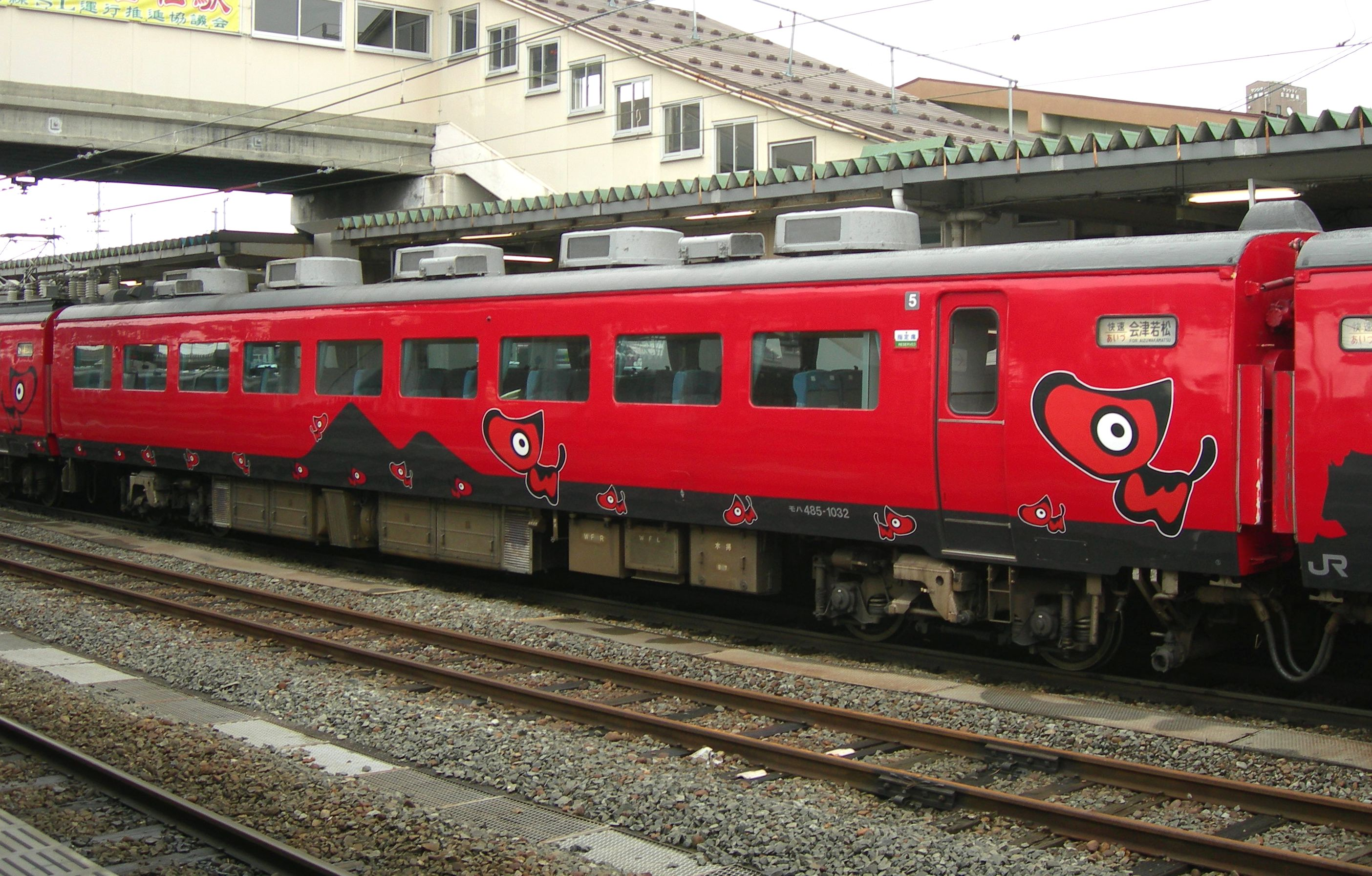
모하 485-1032
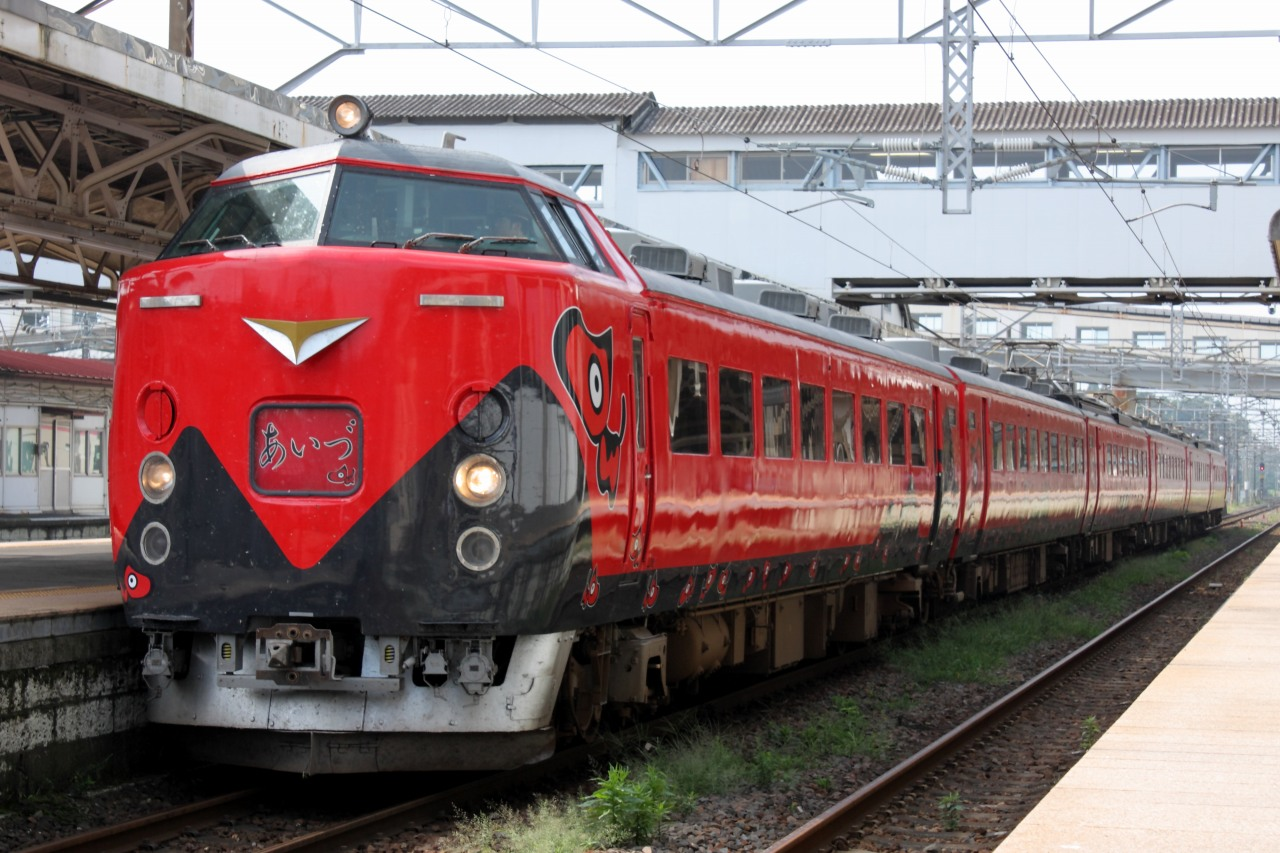
쿠하 481-1015 점퍼 연결기 세부 조수석 측 KE9형 고압 3상인 도리 운전석 측 KE70형 총괄 제어용(오른쪽) KE76형 급전 구분 변경 제어용(왼쪽)

본 계열은 원래 내한 내설 구조이긴 했지만 그럼에도 동계의 도호쿠·호쿠리쿠 방면 특히 일본해 측에서는 종종 한랭이 원인인 고장을 일으켰다. 이에 대해 1500번대 및 183계 1000번대를 바탕으로 혼슈용 내한 내설 강화형으로 1976년부터 제조된 번대 구분이다. 당초는 '쓰바사'용으로 아키타 운전구에 신제 배치되었고 1978년부터는 아오모리 운전소에도 신제 배치되었다. 기본 번대 후기형에서는 아래의 설계 변경이 실시되었다.
- 바닥 밑 하부 기기의 배치 조정과 밀폐화를 실시.
- 쿠하 481형 승무원실의 난방을 강화.
- MG에 사고가 발생해도 서비스 전원을 확보할 목적으로 사로 481형에 MG·CP을 탑재하는 3MG화를 실시.
  - 트러블 발생시에는 운전석에서 MG의 급전 구분을 즉시 변경할 수 있도록 총괄 제어용으로 별도로 KE76형 점퍼 연결기 1기를 이용한 인통선이 증설되었다. 이 때문에 기존차와 혼결도 가능하지만 그 때는 MG의 급전 구분 변경 기능 등은 상실된다.
  - 상기 대응을 위해 쿠하 481형은 편도가 되어 방향 전환이 불가능[* 28]이 되었다.
- 모하 484형은 600번대의 구조를 채택한 여객 전무실이 있다[* 29].
- 사로 481형은 전방 차량 단부의 화장실·세면소를 차내 판매 준비실·차내 판매 코너 설치로 사양이 변경.
- 대차는 DT32E형·TR69H형을 탑재.
- 순환식 오물 처리 장치를 탑재하여 사용 개시.

1978년 제조의 쿠하 481-1013및 모하 485.484-1025 이후의 차량은 다음의 설계 변경이 실시되었다.
- 간이 리클라이닝 시트를 등받이가 내려간 상태에서 회전할 때 잠금이 가능한 R-51BN형으로 변경.
- 모하 484형의 지붕 랜 보드 구조를 변경.
- 모하 485.484형의 차량 단부에 내장형 난간을 설치.

본 구분 번대에서는 식당차 사시 481형은 제조되지 않고 '쓰바사' 전동차화 투입 그룹에서는 AU13E형 냉방 장치를 탑재한 기본 번대 대차에 인통선 증설 등의 대책을 시공하여 개번하지 않고 원번호로 충당되었다. 1978년 10월 다이어 개정용 증비 그룹에서는 기존과 같은 공사 시공차에 더해 AU13E형 냉방 장치를 탑재한 사시 489형에 같은 시공을 한 사시 481형 80번대를 충당했다.
1979년 6월 19일에 가와사키 중공업이 제조한 모하 485·484-1085 - 1088·쿠하 481-1040 - 1043의 완성을 마지막으로 본 계열 제조가 종료되었다.
2014년 12월 현재 모하 485.484 MM'유닛이 1032·1041·1055·1057·1058·1064·1074·1077·1082·1088의 5조 10량, 쿠하 481형이 1015-1017·1025의 4량 총 14량의 차적이 남아있다.
485계 1000번대 제조 회사별 분류
| 모하 485+모하 484 | 모하 485+모하 484 | 모하 485+모하 484       | 모하 485+모하 484 | 모하 485+모하 484 | 모하 485+모하 484 | 모하 485+모하 484 |
| 제조 년도별 순서  | 배치              | 히타치 제작소           | 닛폰 차량         | 도큐 차량         | 긴키 차량         | 가와사키 중공업   |
| ----------------- | ----------------- | ----------------------- | ----------------- | ----------------- | ----------------- | ----------------- |
| 1976              | 아키타            | 1001 - 1008 1021 - 1024 | 1009 - 1012       | 1013 - 1016       | 1017 - 1020       |                   |
| 1978              | 아키타            | 1069 - 1080             | 1042 - 1049       |                   |                   | 1050 - 1053       |
| 1978              | 아오모리          |                         | 1038 - 1041       | 1025 - 1030       | 1057 - 1065       |                   |
| 1979              | 아오모리          |                         |                   | 1031 - 1037       | 1066 - 1068       | 1054 - 1056       |
| 1979              | 아키타            |                         |                   | 1081 - 1084       |                   | 1085 - 1088       |
| 쿠하 481          |                   |                         |                   |                   |                   |                   |
| 제조 년도별 순서  | 배치              | 히타치 제작소           | 닛폰 차량         | 도큐 차량         | 긴키 차량         | 가와사키 중공업   |
| 1976              | 아키타            | 1001 - 1004 1011・1012  | 1005・1006        | 1007・1008        | 1009・1010        |                   |
| 1978              | 아키타            | 1032 - 1037             | 1021 - 1026       |                   |                   |                   |
| 1978              | 아오모리          |                         | 1019・1020        | 1013 -1016        | 1027 -1031        |                   |
| 1979              | 아오모리          |                         |                   | 1017･1018         |                   |                   |
| 1979              | 아키타            |                         |                   | 1038・1039        |                   | 1040 - 1043       |
| 사로 481          |                   |                         |                   |                   |                   |                   |
| 제조 년도별 순서  | 배치              | 히타치 제작소           | 닛폰 차량         | 도큐 차량         | 긴키 차량         |                   |
| 1976              | 아키타            | 1001・1002 1006         | 1003              | 1004              | 1005              |                   |
| 1979              | 아키타            |                         |                   | 1007･1008         |                   |                   |

### 489계
신에쓰 본선 요코가와-가루이자와간 우스이 고개는 최대 66.7‰의 급구배 구간이기에 통과 차량은 EF63형의 추진·견인에 의한 무동력 운전이 되어 프레임, 연결기 강화 등의 구조 강화 대책이 필요하여 전동차는 최대 8량 편성까지 제한되고 있었지만, 1967년 165계 전동차를 기반으로 개발된 169계 전동차에서는 EF63형과 협조 운전을 실시함으로써 12량 편성까지 증결되었다. 또한 1972년 3월 15일 다이어 개정으로 그동안 객차 급행으로 운전되고 있었다 '하쿠산'의 특급 격상이 결정되고 열차용으로 485계에 협조 운전 장치를 탑재한 파생형이 489계이다. 따라서 485계는 기본 설계는 공통이면서 아래의 차이가 존재한다.
- EF63형에 연결되는 쿠하 489형 500·600·700번대는 연결기 커버가 생략된 제동관(500번대만)과 협조 제어용 KE70형 점퍼 연결기가 탑재되었다. 이로써 쿠하 489형은 쿠하 481형과 다른 한쪽에서의 방향 전환이 가능하지 않는 구조이기에 상행과 하행은 감시대 구분이 다르다.
  - 본네트 타입의 쿠하 489형 500번대는 쿠하 180형처럼 전면 자동 연결기가 상시 노출된 상태로 되어 있지만 커버의 장착은 가능하다[* 31].
- 편성은 485계와 공통되는 총괄 제어 회선과 별도로 협조 제어 회선을 증설하는 방식[* 32]을 채용하여 부수차에 대해서도 총 489형의 별도 형식과는 물론이고, 협조 기능을 상실한 485계와의 혼결 운전도 가능하다.

1971년-1974년까지 Tc 14조 28량, Ts 28량, MM'유닛 42조 84량, Td및 T 14량 12량x14편성 합계 168량이 완성되었다. 본래 목적인 신에쓰 특급 '하쿠산'·'아사마'·'소요카제' 외에 '라이쵸'·'시라사기'에서도 운용되었다.
1978년-1979년 편성 조성 및 운용 변경에서 사로 489형 1000번대 10량이 추가 신조되었다. 분할 민영화 후의 1990년 JR동일본이 2량을 485계에서 개조 편입했으며 총 차량 수는 180량이지만 편성 조성과 용도 변경에 따라 다른 형식으로의 개조나 폐차가 있었기에 전 차량이 일제히 없는 것은 아닌 사시 489형은 1988년, 사하 489형는 1991년에 폐차되었다.
1997년 호쿠리쿠 신칸센의 나가노 잠정 개통에 의해 신에쓰 본선 요코가와-가루이자와간 폐지로 존재 의의를 잃은 것과 노후화로 인한 JR 동일본 소속차 중 나가노 종합 차량소 배치 차량은 2000년까지 폐차로 보류차가 되고 있던 니가타 차량 센터 배치의 사로 489형 2량도 2010년까지 폐차되었다. JR 서일본 소속차도 다른 계열로의 교체로 2012년까지 대부분 폐차되어 2014년 현재 가나자와 종합 차량소 배치의 쿠하 489-1만 차적이 남아있다.

#### 전기형(1971년 - 1972년)

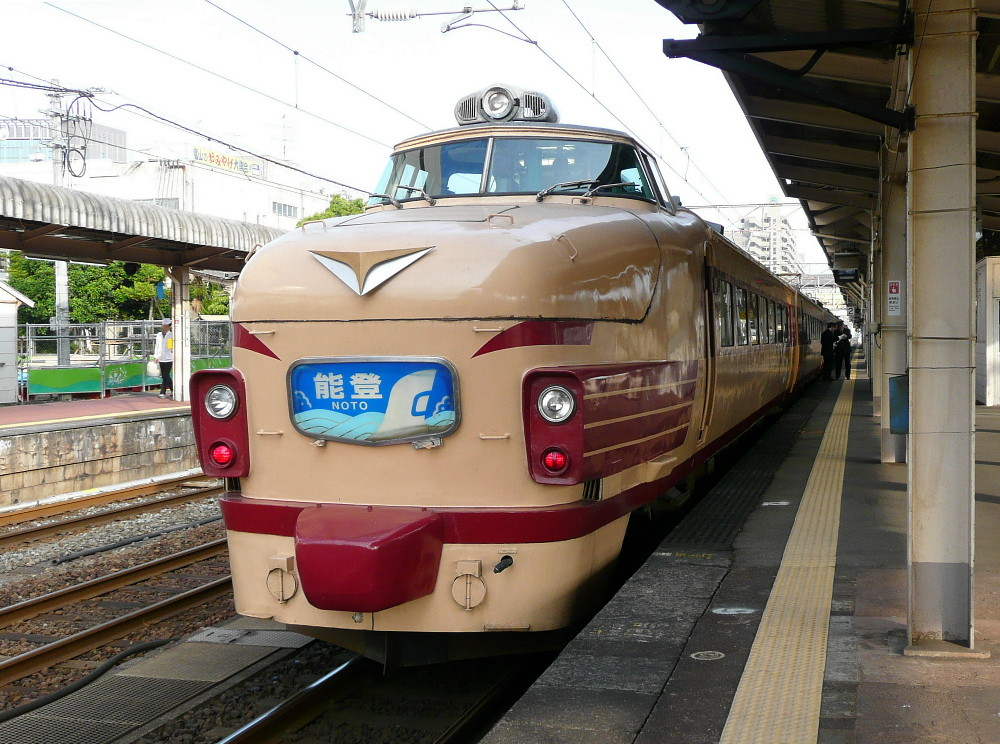
쿠하 489형 0번대
타이 폰이 배장기에 있는 1971년 제조차

485계 0번대에 준하는 그룹. 다만 쿠하 489형은 쿠하 481형 100번대에 준해 있으며 하행 방향은 0번대, 상행 방향은 500번대로 구분되며, 1971년 제조차와 1972년 상반기 제조차에서는 아래의 차이가 존재한다.
1971년 제조차
- 그 해 7월 여름 임시 열차로의 충당 목적[* 37]도 겸한 무코마치 운전소에 이곳의 485계와 공통의 11량 편성으로 완성·배치된 그룹이다.
- 그 해 가을부터 EF63형과의 협조 운전 시험을 치러 연말에는 스키 임시 열차인 '아사마 은령'에서 실전 투입의 리허설이라고도 할 요코가와 운전구에서 영업 운행이 개시되었다.
- 쿠하 489형(1·2·501·502)의 타이폰은 배장기부에 설치.
- 대차는 DT32A·TR69A형을 탑재.

1972년 상반기 제조차
- 당초부터 사하 489형 조성의 12량 편성으로 완성된 '하쿠산' 격상의 명칭으로 무코마치 운전소에 배치된 그룹이다.
- 쿠하 489형(3-5·503[* 38]-505)의 타이 폰은 보닛부에 설치.
- 대차는 이후 300.700번대 그룹까지 DT32E·TR69E형을 탑재.

덧붙여 1971년 제조 2편성 분의 사하 489형은 1972년에 1량이 신조되었다. '하쿠산' 운행 개시부터 8개월 후 그 해 11월에 사하 481형을 개조하여 충당되었으나 본 그룹에서는 나중에 CP탑재 추가 개조가 실시되었다. 또한 사시 489형은 편성 수에 대한 1량의 수량이 부족했으나 사시 181형 개조의 100번대를 충당하여 대응했다.
489계 제작사별 분류
| 형식         | 제조 년도별 순서 | 예산            | 도큐 차량 | 긴키 차량      |
| ------------ | ---------------- | --------------- | --------- | -------------- |
| 모하 489+488 | 1971             | 70년 제2차 채무 | 1 - 3     | 4 - 6          |
| 모하 489+488 | 1972             | 71년 본예산     | 7 - 9     | 10 - 15        |
| 쿠하 489     | 1971             | 70년 제2차 채무 | 1・501    | 2・502         |
| 쿠하 489     | 1972             | 71년 본예산     | 3・503    | 4・5・504・505 |
| 사로 489     | 1971             | 70년 제2차 채무 | 1・2      | 3・4           |
| 사로 489     | 1972             | 71년 본예산     | 5・6      | 7 - 10         |
| 사하 489     | 1972             | 71년 본예산     | 1・2      | 3・4           |
| 사시 489     | 1971             | 70년 제2차 채무 | 1         | 2              |
| 사시 489     | 1972             | 71년 본예산     |           | 3・4           |

#### 중기형(1972년 - 1973년)

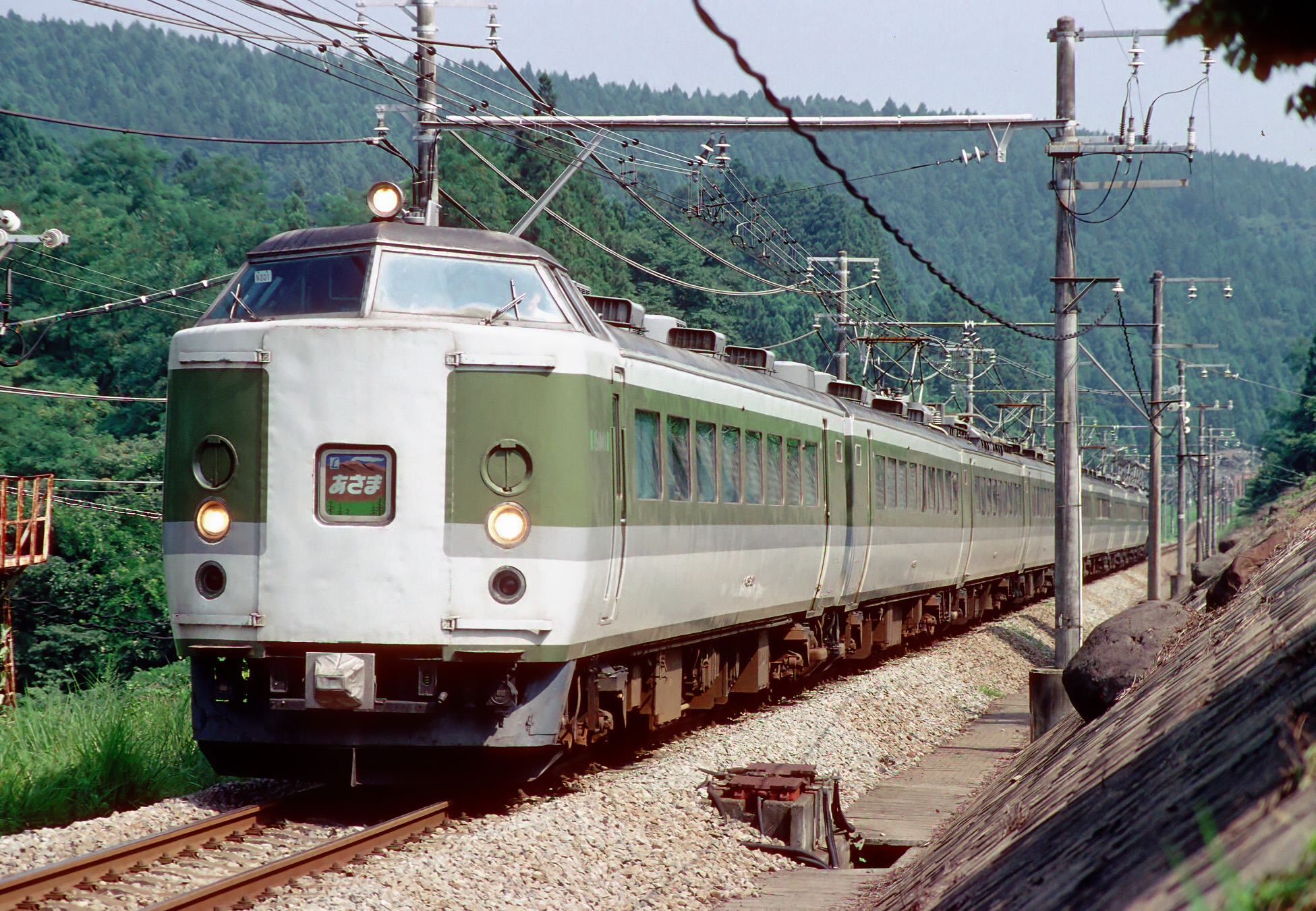
쿠하 489-201
관통문 폐쇄 공사 시공 이후

485계 200번대와 마찬가지로 선두차 관통화나 냉방 장치 변경 등이 실시된 1972년 하반기 이후 제조된 그룹이다.
- 모하 488형으로 격하된 쿠하는 200번대, 격상된 쿠하는 0.500번대와는 달리 +400의 600번대로 구분(다른 차량은 0번대의 지속)되었다.
- 쿠하 489형의 CP 용량 기반이 된 쿠하 481형 200번대의 동일한 3,000l/min에서 2,000l/min로 감소했다. 하지만 요코가와 구간에서 펑크를 낸 공기 스프링 대차에 대한 압축 공기 공급 시간을 0.500번대와 동등하게 한 600번대는 2기 탑재로 했다.
- 사하 489형은 기본 번대를 답습하지만 당초부터 CP를 탑재했다.

또한 본 구분에서는 1972년 하반기 제조차와 1973년 제조차에서는 아래의 차이가 존재한다.
1972년 하반기 제조차
- 무코마치 운전소에 '하쿠산' 2왕복화[* 39]와 이곳 485계와의 공통 예비 차 명의로 된 11량 x3편성에서 완성 배치된 그룹이다.
- 사하 489형 1량은 사하 481형 개조차를 충당했다. 사시 489형 1량은 사시 181형 개조의 100번대를 충당했다.

1973년 제조차
- '하쿠산' 3왕복화와 도합 운용되는 '아사마' 1왕복 투입 목적로 제조된 12량 x2편성과 1972년 하반기 제조차 증결용 사하 489형 2량이다. 그 해 3월 15일부터 '하쿠산' 운용이 이관된 적도 있어, 본 그룹부터 신제 배치가 가나자와 운전소로 변경되었다.

- 무코마치 소속차는 3월 15일부로 0.500번대 2편성과 200.600번대 1편성. 7월에 0.500번대 2편성과 200.600번대 1편성. 9월에 200.600번대 1편성이 가나자와로 전출되었다. 11량으로 알려진 0.500번대 1편성만 무코마치에 잔존하는 공통 예비차로 드러났지만 다음 1974년 4월 순증차 준비가 된 485계(쿠하 481형 300번대 최초 완성차)가 배치되었기 때문에 가나자와로 전출되었다.

쿠하 489형 200번대는 2003년, 600번대는 2011년에 폐차 구분 번대가 됐다.
489계 제조사별 분류
| 형식     | 제조년도 | 예산            | 도큐 차량 | 긴키 차량 | 히타치 제작소 |
| -------- | -------- | --------------- | --------- | --------- | ------------- |
| 모하 489 | 1972     | 72년 제1차 민유 | 16 - 18   | 19 - 21   | 22            |
| 모하 489 | 1973     | 72 제1차 채무   | 23 - 25   | 26 - 30   |               |
| 모하 488 | 1972     | 72년 제1차 민유 | 201 - 203 | 204 - 206 | 207           |
| 모하 488 | 1973     | 72년 제1차 채무 | 208 - 210 | 211 - 215 |               |
| 쿠하 489 | 1972     | 72년 제1차 민유 | 201・601  | 202・602  | 203・603      |
| 쿠하 489 | 1973     | 72년 제1차 채무 | 204・604  | 205・605  |               |
| 사로 489 | 1972     | 72년 제1차 민유 | 11・12    | 13・14    |               |
| 사로 489 | 1973     | 72년 제1차 채무 | 15・16    | 17 - 20   |               |
| 사하 489 | 1973     | 72년 제1차 채무 | 5         | 6 - 8     |               |
| 사시 489 | 1972     | 72년 제1차 채무 | 5         | 6         |               |
| 사시 489 | 1973     | 72년 제1차 채무 | 7         |           | 8             |

#### 후기형(1974년 - 1979년)
1975년 3월 10일 다이어 개정으로 가나자와 운전소에서는 '라이쵸' 증편분 및 '시라사기'운용이 무코마치에서의 이관에 의한 담당이 되는 것이었다. 485계와의 공통 예비차 목적으로 1974년에 제조된 485계 300번대에 대응하는 그룹이다. 아래의 설계 변경이 실시되었다.
- 보통차 좌석을 간이 리클라이닝 시트로 변경.
- 쿠하 489형은 비관통형이 하행 방향은 300번대, 상행 방향은 +400의 700번대(다른 차량은 0.200번대의 후속 순서)로 구분.
  - 이 때문에 조수석(1위 측) 하부의 CP용 기기 반입구가 없기에 외견상으로 쿠하 481형의 판별이 가능하다.

## 운용 실적

### 국철 시대
485계는 호쿠리쿠 특급 '라이쵸' '시라사기'용으로 등장하고 더 나아가 도호쿠 방향과 산요 방향으로 진출하여 '쓰바메' '하츠카리' '쓰바사' '하쿠초' 등에 충당되었다. 이후에는 신칸센 개업에 의해 단거리 및 짧은 편성의 특급에 충당되고 민영화에 이른다.

#### 홋카이도 지구
1974년 4월-1980년 9월 삿포로 운전소에 배치되었다. 자세한 사항은 1500번대를 참조. 다만 분할 민영화 때에 JR홋카이도에 승계된 차량이 있다. 자세한 것은 후에 서술.

#### 동일본 지구
도호쿠를 중심으로 한 동일본 지구에서 운용된 차량은 아래의 차량 기지에 배치되었다.
- 센다이 운전소→ 센다이 전차구(센다이 차량센터)
- 아오모리 운전소(아오모리 차량센터)
- 아키타 운전구 → 미나미아키타 운전소(아키타 차량센터)
- 가쓰타 전차구(가쓰다 차량센터)
- 가미누마 운전구(니가타 차량센터)
  - 괄호는 현재의 명칭.

1965년 센다이 운전소에 44량이 배치되어 '히바리' 2왕복 '야마비코' 1왕복에 아래의 편성으로 운용을 개시했다.
| \| ←우에노센다이·모리오카→ \| \| \| \| \| \| \| \| \| \| \| 1 \| 2 \| 3 \| 4 \| 5 \| 6 \| 7 \| 8 \| 9 \| 10 \| \| 쿠하 481 \| 모하 482 \| 모하 483 \| 사로 481 \| 사시 481 \| 모하 482 \| 모하 483 \| 모하 482 \| 모하 483 \| 쿠하 481 \|           |          |          |          |          |          |          |          |          |          |
| 비고 - 운행 개시 당초에는 일부 차량이 준공 대기를 위해 다음 1966년 3월까지 '히바리' 1왕복은 모리오카 방면 MM'유닛 1개가 감소한 8량으로 운행되었다. - 성수기에는 증결 4호차로 사로 481형 1량을 증결(무코마치의 편성과 동일 조성)하여 운행된 바 있다. |          |          |          |          |          |          |          |          |          |
| ←우에노센다이·모리오카→ |          |          |          |          |          |          |          |          |          |
| 1 | 2        | 3        | 4        | 5        | 6        | 7        | 8        | 9        | 10       |
| 쿠하 481 | 모하 482 | 모하 483 | 사로 481 | 사시 481 | 모하 482 | 모하 483 | 모하 482 | 모하 483 | 쿠하 481 |

1968년 다이아 개정에서는 오우 본선 야마가타 이남 전철화에 의해 '야마바토' '아이즈'도 운행을 시작하지만 이타야 고개를 대비하여 MT비를 2:1로 했다. 반에쓰사이 선내 홈 유효장의 관계에서 9량으로 억제되고 식당차를 연결하는 제약 때문에 다이아 개정 전의 6월 11일부터 쿠로 481형 조성 6M3T편성으로 변경되었다. 그러나 그 후에도 증편과 장편성화가 실시되어 1972년부터 1973년에 걸쳐 도호쿠 지구에서의 운용은 큰 변화를 맞게 된다.
- 1972년 3월 15일 다이어 개정
  - '야마비코' 2왕복 '히바리' 2왕복[* 42] '야마바토' 1왕복 증편.
- 1972년 10월 2일 다이어 개정
  - 일부 열차의 L특급화
  - 우에츠 본선의 전구간 전철화로 키하80계로 운행되고 있었던 '하쿠초' '이나호'의 본 계열화[* 43]와 동시에 '이나호'는 1왕복 증편의 2왕복이 된 증차분은 아오모리까지 운행 구간을 연장
  - 조반 선 특급 '히타치'를 본 계열화하여 우에노-다이라(현 이와키)·하라노마치·센다이 구간에서 5왕복 운행
  - '히바리' 2왕복 '야마비코' 2왕복 증편

이들의 증편에 의해 센다이 운전소에 이어 아오모리 운전소에 배치되었다. 더 증비된데 이어 11월 3일부터는 휴일 운행 '야마비코' 1왕복 운행을 개시했다. 다음 해 1973년 3월 1일부터는 '하츠카리' 계절 열차 1왕복 운행도 개시되었다.
1973년 1월 31일부터는 '히바리'로 그린차 2량 조성 13량 편성 운행이 개시되어 다음과 같이 되었다.
| \| ←우에노·아오모리센다이·모리오카→ \| \| \| \| \| \| \| \| \| \| \| \| \| \| \| 센다이 운전소 편성 \| \| \| \| \| \| \| \| \| \| \| \| \| \| \| 9량 (6M3T） \| 쿠로 481 \| 모하 484 \| 모하 485 \| 모하 484 \| 모하 485 \| 사시 481 \| 모하 484 \| 모하 485 \| 쿠하 481 \| \| \| \| \| \| 12량 (8M4T） \| 쿠로 481 \| 모하 484 \| 모하 485 \| 모하 484 \| 모하 485 \| 사시 481 \| 모하 484 \| 모하 485 \| 사하 481 \| 모하 484 \| 모하 485 \| 쿠하 481 \| \| \| 13량 (8M5T） \| 쿠로 481 \| 사로 481 \| 모하 484 \| 모하 485 \| 모하 484 \| 모하 485 \| 사시 481 \| 모하 484 \| 모하 485 \| 사하 481 \| 모하 484 \| 모하 485 \| 쿠하 481 \| \| 아오모리 운전소 편성 \| \| \| \| \| \| \| \| \| \| \| \| \| \| \| 12량 (8M4T） \| 쿠하 481 \| 사로 481 \| 모하 484 \| 모하 485 \| 모하 484 \| 모하 485 \| 사시 481 \| 모하 484 \| 모하 485 \| 모하 484 \| 모하 485 \| 쿠하 481 \| \| \| 13량 (8M5T） \| 쿠하 481 \| 사로 481 \| 사로 481 \| 모하 484 \| 모하 485 \| 모하 484 \| 모하 485 \| 사시 481 \| 모하 484 \| 모하 485 \| 모하 484 \| 모하 485 \| 쿠하 481 \| |          |          |          |          |          |          |          |          |          |          |          |          |          |
| 비고 - 센다이 운전소 MM'유닛은 모하 483·모하 482 포함 존재 - 센다이 운전소 13량 편성은 '히바리' 전용 - 아오모리 운전소 13량 편성은 '하쿠초' 전용 |          |          |          |          |          |          |          |          |          |          |          |          |          |
| ←우에노·아오모리센다이·모리오카→ |          |          |          |          |          |          |          |          |          |          |          |          |          |
| 센다이 운전소 편성 |          |          |          |          |          |          |          |          |          |          |          |          |          |
| 9량 (6M3T） | 쿠로 481 | 모하 484 | 모하 485 | 모하 484 | 모하 485 | 사시 481 | 모하 484 | 모하 485 | 쿠하 481 |          |          |          |          |
| 12량 (8M4T） | 쿠로 481 | 모하 484 | 모하 485 | 모하 484 | 모하 485 | 사시 481 | 모하 484 | 모하 485 | 사하 481 | 모하 484 | 모하 485 | 쿠하 481 |          |
| 13량 (8M5T） | 쿠로 481 | 사로 481 | 모하 484 | 모하 485 | 모하 484 | 모하 485 | 사시 481 | 모하 484 | 모하 485 | 사하 481 | 모하 484 | 모하 485 | 쿠하 481 |
| 아오모리 운전소 편성 |          |          |          |          |          |          |          |          |          |          |          |          |          |
| 12량 (8M4T） | 쿠하 481 | 사로 481 | 모하 484 | 모하 485 | 모하 484 | 모하 485 | 사시 481 | 모하 484 | 모하 485 | 모하 484 | 모하 485 | 쿠하 481 |          |
| 13량 (8M5T） | 쿠하 481 | 사로 481 | 사로 481 | 모하 484 | 모하 485 | 모하 484 | 모하 485 | 사시 481 | 모하 484 | 모하 485 | 모하 484 | 모하 485 | 쿠하 481 |

- 당시 아오모리 운전소의 운용은 장거리이였으며 센다이·모리오카-아키타 등에 정박이 이어지는 1주일 가까이 해당 운전소로 귀환하지 못하는 부정기 열차로 꼬박 하루 동안 우에노에서의 정박이나 되돌림 운행 시간을 길게 잡는 것도 존재했다. 이는 수도권 쪽에 배치 차량이 없어 차량 고장이나 날씨에 따른 지연으로 다이어그램이 혼란했을 때, 후속의 반환점 열차 정박 편성으로 충당하여 정시성 확보나 부주의한 운휴를 피하기 위한 조치였다. 그러나 운용 변경이 꽤 많아 수선 주기의 문제로 예상외의 장소에서 검사가 되는 경우도 있었기 때문에 아오모리 ⇔ 우에노 회송 열차나 센다이 운전소의 차량으로 대주시키는 등 아오모리 운전소의 고생은 끊이지 않았다.
- 잦은 증편에도 불구하고 차량 부족과 운용에 여유가 없는 등 여러 사정으로 본 계열로 운행하는 것을 455.457계 전동차에 의한 급행 열차로 운행된 열차에 임시 급행 '에코 모리오카'와 센다이-아오모리 '쿠리코마'가 있었다. 자세한 내용은 이쪽도 참조.

1973년 10월 1일 다이어 개정에서는 '하츠카리' '히바리' 2왕복, '히타치' 1왕복을 증편했다. 1975년 3월 10일 다이어 개정으로 '히타치'가 2왕복 증편으로 8왕복 체제이지만, 센다이 운전소의 12량 편성에서는 쿠로 481형과 사하 481형을 쿠하 481형과 사로 481형으로 교체했다.
1975년 11월에는 오우 본선 아키타 구간 전철화에 의해 키하181계로 운행되고 있었던 '쓰바사'가 전동차화되었다. 아키타 운전구에 당초에는 200번대, 이듬해부터 1000번대가 투입되었지만 이때가 도호쿠 방면 본 계열 특급의 피크였다.
- '쓰바사'는 1일 2왕복 운행 때문에 본래 3편성으로도 운용이 가능했기에 유효 시간대의 재검토도 포함하여 4편성으로 운용을 실시했다. 이는 폭설 지대인 오우 본선내에서 눈에 따른 지연에 대비하여 당초에는 기존 차량에 의한 운행을 고려했기 때문이었다. 그래서 아키타 운전구에는 사용 48량 및 예비차를 포함한 66량(1976년 4월 1000번대 도입 이후에는 72량)으로 대량 배치가 실시되었다.
- 다른 도호쿠 지구 특급의 그린차가 우에노 방향의 1호차(쿠로 481형 사용 열차)·2호차(583계도 포함)였던 데 비해 '쓰바사'에서는 6호차로 조성되었다. 이는 3MG 방식을 도입하는 1000번대 투입시 편성 변경으로 승객 등에 혼란을 주지 않는 배려도 있었지만, 문제 발생시 운전대에서 급전 구분을 쉽게 변경하려면 편성 중앙부 근처에 MG·CP 탑재의 사로 481형 1000번대가 조성되고 있는 것이 도움이 되기 때문이기도 했다.
- 우에노 방면 특급 그린차의 연결 위치에 관해서는 신에쓰·조에쓰 방면의 열차도 포함하여 연결 위치를 통일하는 움직임이 있었고 1978년 10월 개정으로 센다이 소속의 쿠로 481형 조성 편성과 임시 열차로 설정된 183계 1000번대 7량 편성의 '시로네'를 제외한 6호차(2량 삽입 편성은 7호차)로 일원화되었다.

1978년 10월 2일 다이어 개정에서는 '하츠카리' 1왕복, '히바리' 2왕복, '히타치' 3왕복, '야마바토' 1왕복 구간 연장→ '쓰바사' 증편을 실시했지만, 도호쿠 본선·다카사키 선에서 규격 다이아가 도입된 특급 열차의 소요 시간이 모두 증가했다. 또한 센다이의 9량 편성이 사시 481형→ 사하 481형으로 교체되고 식당차 영업이 정지된 열차도 설정되었다.
1982년의 도호쿠·조에쓰 신칸센 오미야 잠정 개통은 오우 본선 계통의 특급은 일부 남은 것을 제외하고 모두 폐지·감소되었고 주력은 아래의 신칸센 연락 열차가 되었다. 또한 '도리우미'을 제외한 편성부터 식당차가 제외되었다.
- 모리오카 ⇔ 아오모리(도호쿠 본선 경유) '하츠카리'
- 모리오카 ⇔ 아키타, 아오모리(다자와코 선·오우 본선 경유) '다자와'
- 니가타 ⇔ 아키타, 아오모리 '이나호'
  - 기존 우에노 발착 '이나호'는 1개만 유일하게 '도리우미'로 개칭

1985년 3월 14일 다이아 개정에 의해 도호쿠·조에쓰 신칸센의 개업으로 도호쿠 방면 특급은 신칸센 연락의 성격을 강화하는 단편성화가 실시되는 동시에 아래의 변경을 실시했다.
- '야마바토' 폐지
- '도리우미' 임시 열차화
- '하쿠초' 운용을 무코마치 운전소에 이관
- 도호쿠 본선 경유로 본 계열에 의한 우에노 발착 열차는 '쓰바사'와 공통 운용의 '아이즈' 각 1왕복.
- 조반 선 급행 '토키와'는 모두 '히타치'로 격상하고 가쓰다 전차구에 이관하면서 하행 12편, 상행 11편을 증편하여 하행 24편 상행 23편의 운행 체제로 바꾸었다
  - 이에 따른 센다이 운전소의 본 계열 배치가 제로가 되면서 함께 큐슈에서 쿠하 481형 초기 보닛차가 다수 전입했다.

1986년 11월 1일 다이아 개정에서는 가미누마타리 운전구에도 배치되어 '하쿠초'를 담당했다. 이 체제에서 국철 분할 민영화를 맞이하였다.

#### 서일본 지구
서일본 지구에서의 역사는 1964년 무코마치 운전소에 신제 배치된 481계 41량이 '라이쵸' '시라사기'에 투입된 것으로 시작되었다.
또한 도카이도 신칸센 개업에 따른 신오사카-하카타로 운행 구간을 변경한 '쓰바메' '하토'는 차량 확보 문제와 교류 구간의 주행 거리가 짧았다는 점에서 직류용 151계로 운행되었지만 1965년 10월에는 큐슈 특급용 증비차가 완성되었다. '쓰바메'는 나고야와 구마모토로 운행 구간이 연장된 도카이도·산요 방면으로 운용을 개시했다.
본 계열 증가에 따라 151계는 181계로 개조되었으나, 간토 지구에서의 증편을 위해 181계는 전출을 거듭했으며 1973년 무코마치의 181계 배치는 제로가 되었다. 반면 산요 본선에는 1968년 10월 다이어 개정 이후 583계가 우선적으로 투입되어 산요-큐슈간의 운용은 오사카-오이타 간 '미도리'뿐이 되었지만 1969년에는 우에노-가나자와간 운행의 '하쿠타카'도 '라이쵸'와 공통 운용을 끼고 무코마치에서 맡게 되었으며 동쪽은 우에노, 서쪽은 오이타까지의 광역 운용을 담당했다.
- '하쿠타카' 교류 구간은 60 Hz였기에 가나자와에서 '라이쵸'를 통해 무코마치의 481.485계와 공통 운용을 이루게 되었다. 그러나 겨울은 폭설 지대인 조에쓰 선을 경유하기 때문에 하행 '하쿠타카'는 대폭적인 지연도 많아 그 경우에는 '라이쵸'에서 상행 '하쿠타카'로 들어갈 예정 편성을 '라이쵸'에서 오사카로 되돌리고 지연된 하행 '하쿠타카'를 상행 '하쿠타카'로 우에노로 되돌리는 운용이 실시되었다. 그러나 이쪽도 '하쿠타카'의 지연이 만성화되고 되돌림 운용이 계속되면 해당 편성이 무코마치로 귀환하지 못해 수선 문제나 가나자와 운전소의 489계에 의한 대주 등의 폐해가 발생했다.

1972년 3월 15일 산요 신칸센 오카야마 잠정 개통에 의한 연락 특급이 오카야마 발착이 되었던 '시오지'는 오사카 발착으로 잔존했다. 이후 본 계열은 산요-큐슈 운용에 본격적으로 투입되고 또한 4월 27일에는 '미도리'의 릴레이 운용으로 닛포 본선 하카타-오이타간 '니치린'에도 투입되어 큐슈내 운용도 실시되었다. 1973년 10월에는 '나하'로의 투입에 이어 1974년 4월 25일에는 미나미미야자키 전철화로 운용 구간이 연장되어 무코마치 소속은 니가타·우에노·미야자키·니시가고시마로 더 광역 운용을 하게 되었다. 그러나 1975년 3월 10일 산요 신칸센 하카타 개업에 따라 산요 본선 주행 특급은 전폐되었다. 무코마치 소속은 호쿠리쿠 운용 차량을 제외하고 미나미후쿠오카와 가고시마로 전출되었다.
한편 호쿠리쿠 지구의 차량 배치는 1972년 '하쿠산' 운행 개시 다음 1973년에 489계를 무코마치에서 가나자와 운전소로 전출시킨 기원에서 '하쿠산'뿐만 아니라 '라이쵸'·'시라사기'·'호쿠에츠'에도 투입했다. 1975년에 '라이쵸'가 마이바라 경유에서 고세이 선을 경유하게 변경된 '가에쓰' 운행 개시에 따라 485계도 가나자와에 배치되었다. 그 후 489계는 '하쿠산' 사이의 운용에서 '아사마'로 투입되었으며, 1978년에는 3MG화와 식당차가 폐지된 '하쿠산'과 조에쓰 선을 경유한 '하쿠타카'는 공통 운용화되었다. 조에쓰 신칸센 개업으로 '하쿠타카' 폐지, 식당차의 부활 → 다시 폐지 등이 있었지만 분할 민영화 전에 '아사마'용 189계 보완을 위해 27량이 나가노 운전소에 전속하고 있다.
또한 1985년 3월의 다이아 개정에서는 기세이 본선의 '쿠로시오'를 4왕복 증편하면서 다른 지역에서 잉여가 된 485계 44량을 히네노 전차구에 배치해 충당했지만 사정에 의해 다음 1986년 11월 1일의 다이아 개정으로 후쿠치야마 운전구와 미나미후쿠오카 전차구로 전 차량 전출되었다. 자세한 사항은 이쪽을 참조.

#### 큐슈 지구
큐슈 지구에서의 운용은 1965년에 시작되었지만, 배치구 소속은 무코마치 운전소로 혼슈에서의 직통 운용이 주체였다. 1975년 산요 신칸센 하카타 개업에 따라 혼슈에서의 주간 특급이 없어지고 잉여차가 미나미후쿠오카 전차구와 가고시마 운전소에 전입했다. 후에 아오모리 운전소나 센다이 운전소에서도 차량이 전입했지만 일부는 혼슈로 다시 전출되었다. 큐슈 지구에 신제 배치된 차량은 나가사키 본선·사세보선 전철화 명목의 MM'유닛 9조 18량과 사하 481형 100번대 5량뿐이다.
1976년에는 나가사키 본선·사세보 선 전 구간 전철화로 '아리아케', '니치린'외에 '카모메'·'미도리'에도 충당되었다. 당초에는 대부분의 열차가 히젠야마구치에서 병결·해방을 실시했지만 1986년 11월 개정에서는 모두 분리 운행되었다.
- 이 체제는 민영화 이후 783계 운용을 개시할 때까지 지속되었다.

1980년대 들어 초기차의 교체도 시작되어 가고시마 소속 481계 MM'유닛 및 사시 481형의 AU12형 분산식 냉방 장치 탑재차는 1985년까지 퇴역했다. 또한 이때부터 모하 484형 제2 팬터그래프의 철거도 개시되었다.
1984년 2월 개정에서는 큐슈내 583계 운용이 종료되었다. 1985년 3월 및 1986년 11월의 개정에서는 충당 열차는 변하지 않았던 급행 열차의 격상이나 증편에 의한 운용 수가 대폭 증가했다. 또한 증편에 의한 단편성화도 추진된 선두차화 개조나 반실 그린차화가 추진된 '아리아케'에서는 3량 편성까지 조성되었다.

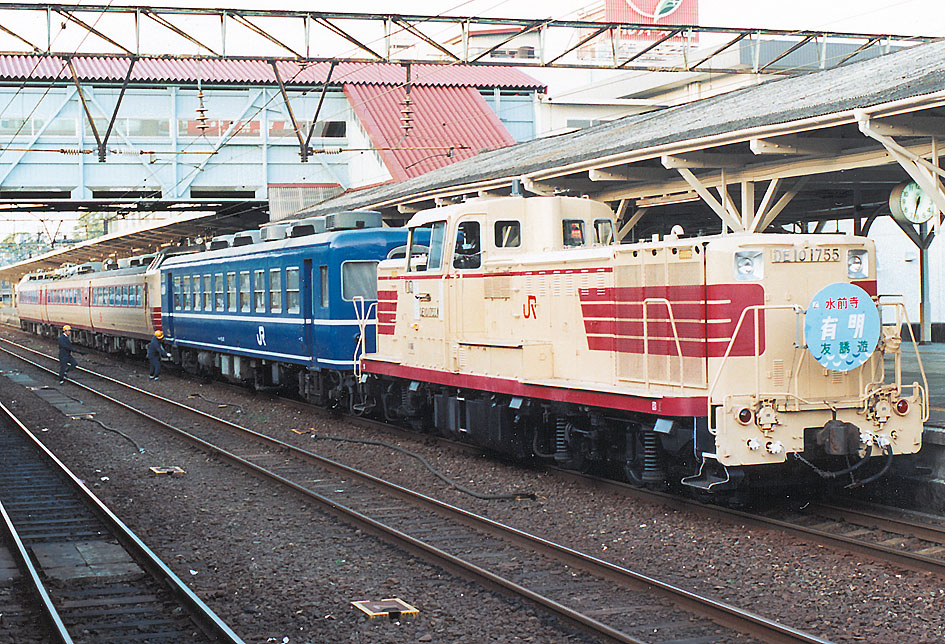
DE10 1755+스하후 12 전원차로 비전철화 구간에 입선한 '아리아케'
(사진은 JR화 이후)

1987년 3월에는 당시 비전철화였던 호히 본선 구마모토 - 스이젠지간 '아리아케'를 DE10형 디젤 기관차의 견인·추진을 통해 당초 스하후 12형, 그 후에는 전원차로 개조한 요 8000형 28000번대를 연결하여 매일 운행의 임시 보통 열차로 입선했다.
- 이 연계는 후에 783계 투입 후에도 계속 1994년 7월까지 계속되었다.

분할 민영화 때에는 JR큐슈에 324량이 승계되었다.

### 광역 전배
485계에서 3전원 방식을 채용한 진짜 목적은 전원 방식을 택하지 않는 특성으로 전국의 광역 전배가 가능한 것이었다. 실제로 국철 시대에는 아래와 같은 광역 전배가 몇차례 실시되었다.

#### 산요 신칸센 하카타 개업
산요 신칸센 하카타 개업에 따른 산요 본선의 주간 특급은 전폐되어 신칸센 연락의 '아리아케', '니치린'이 증편되었다. 그리하여 호쿠리쿠 방면에서 운용하는 차량을 제외한 무코마치 운전소의 485계가 미나미후쿠오카 전차구와 가고시마 운전소로 전속되었다.
- 가고시마에는 모하 481.480형을 포함한 초기차 중심, 미나미후쿠오카에는 200번대 위주로 선별되고 있었다. 이는 나가사키 본선·사세보선 전철화 때 분할·병합 운용을 실시하는 것이 예정되어 있었기 때문이었다.
- 상기한 것처럼 가고시마와 미나미후쿠오카 소속, 그리고 무코마치에 남는 차량의 분담을 위해 반년 가까이 전부터 개편 및 운용에 세심한 주의를 기울여 준비하고 있었다. 전속을 위한 회송 열차를 최대한 줄이고 그대로 개정 다이아의 새로운 열차 운행을 원활히 하기 위해 전날에 큐슈와 시모노세키, 히로시마에서 운용이 종료하는 편성은 일제히 전속차로 운행되었다.
- 소수이지만 도호쿠 지구의 예비차 확보를 위한 아오모리 운전소와 센다이 운전소에 전속한 차량도 있다.

#### 오우 본선·나가사키 본선·사세보선 전철화
오우 본선의 야마가타-아키타간 전철화에 의해 키하181계로 운행되던 '쓰바사'에 내한 설비를 강화한 1000번대의 투입이 1976년에 예정되었지만 전철화 공사는 1975년 가을에 완성되었다.
한편 나가사키 본선·사세보선 전철화는 1975년에 완공 예정이었지만 공사 지연으로 1976년으로 연기되었다. 거기에 산요 신칸센 하카타 개업에 따라 무코마치에서 미나미후쿠오카 전속 차량 취급이었던 '카모메', '미도리' 충당용 200번대를 일시적으로 아키타 운전구에 전속시켜 '쓰바사'에 충당하게 되었다. 그러나 이 전환은 아래의 이유가 얽힌 복잡한 것이었다.
- 나가사키·사세보 특급은 분할 병합을 위해 쿠하 481형 200번대의 사용을 예정하고 있었지만, 반대로 도호쿠 지구에서는 외기의 침입이나 거주성에서 승무원의 불평도 많아 300번대의 투입이 요구되어 차량 교환이 필요했다.
- '미도리'는 4량 편성으로, 그린차 연결을 위해 센다이 소속의 쿠로 481모양을 전용할 계획이었다.
- 전입 전 무코마치 시대와 각 열차의 편성이 크게 다르다.

| \| 무코마치→ 미나미후쿠오카 전속 편성(6M5T) \| \| \| \| \| \| \| \| \| \| \| \| \| 쿠하 481 \| 모하 484 \| 모하 485 \| 사로 481 \| 사로 481 \| 사시 481 \| 모하 484 \| 모하 485 \| 모하 484 \| 모하 485 \| 쿠하 481 \| \| \| '쓰바사' 편성(8M4T) \| \| \| \| \| \| \| \| \| \| \| \| \| 쿠하 481 \| 모하 484 \| 모하 485 \| 모하 484 \| 모하 485 \| 사로 481 \| 사시 481 \| 모하 484 \| 모하 485 \| 모하 484 \| 모하 485 \| 쿠하 481 \| \| '카모메', '미도리' 편성(6M6T) \| \| \| \| \| \| \| \| \| \| \| \| \| 쿠하 481 \| 모하 484 \| 모하 485 \| 사로 481 \| 사하 481 \| 모하 484 \| 모하 485 \| 쿠하 481 \| 쿠하 481 \| 모하 484 \| 모하 485 \| 쿠로 481 \| \| 카모메 \| 카모메 \| 카모메 \| 카모메 \| 카모메 \| 카모메 \| 카모메 \| 카모메 \| 미도리 \| 미도리 \| 미도리 \| 미도리 \| |          |          |          |          |          |          |          |          |          |          |          |
| 비고 - 쿠하 481형·모하 484형은 전 차량 200번대 |          |          |          |          |          |          |          |          |          |          |          |
| 무코마치→ 미나미후쿠오카 전속 편성(6M5T) |          |          |          |          |          |          |          |          |          |          |          |
| 쿠하 481 | 모하 484 | 모하 485 | 사로 481 | 사로 481 | 사시 481 | 모하 484 | 모하 485 | 모하 484 | 모하 485 | 쿠하 481 |          |
| '쓰바사' 편성(8M4T) |          |          |          |          |          |          |          |          |          |          |          |
| 쿠하 481 | 모하 484 | 모하 485 | 모하 484 | 모하 485 | 사로 481 | 사시 481 | 모하 484 | 모하 485 | 모하 484 | 모하 485 | 쿠하 481 |
| '카모메', '미도리' 편성(6M6T) |          |          |          |          |          |          |          |          |          |          |          |
| 쿠하 481 | 모하 484 | 모하 485 | 사로 481 | 사하 481 | 모하 484 | 모하 485 | 쿠하 481 | 쿠하 481 | 모하 484 | 모하 485 | 쿠로 481 |
| 카모메 | 카모메   | 카모메   | 카모메   | 카모메   | 카모메   | 카모메   | 카모메   | 미도리   | 미도리   | 미도리   | 미도리   |

이 때문에 미나미후쿠오카에서는 아래로 분류되었다.
- 미나미후쿠오카 잔류차
- 아키타 전출차
- 센다이 전출차(쿠하 481형 200번대·사로 481만)
  - 센다이 전출차와 이곳의 쿠로 481형·사하 481형이 교환되면서 미나미후쿠오카에 전입
  - 쿠로 481형은 방향 전환도 하기 때문에 고리야마 공장에서 사전에 양통로 구조로 개조를 시공[* 47]
- 아오모리 전출차(쿠하 481형 200번대·사로 481만)
  - 별도 제작된 MM'유닛의 조성과 향후의 증편에 따른 예비차 확보

상술한 전배와는 별도로 쿠하 481형 300번대 20량·사로 481형 8량·MM'유닛 9개조 18량이 신제되었다.
- 쿠하는 도호쿠 지구 교체 명의로 아오모리·센다이에 배치.
  - 아오모리 배치 차량으로 조성된 200번대가 아키타로 전출.
- 사로 2량은 센다이에 배치. 6량(사로 481-115·116·122·123·127·128)는 '쓰바사'용으로 아키타에 배치.
- MM' 유닛은 나가사키·사세보 전철화 목적으로의 서류상 미나미후쿠오카 배치를 거쳐 아키타 전출.

이에 따라 기존 차량으로 조성된 '쓰바사'는 다음과 같은 66량으로 구성되어 있었다.
- 쿠하 481형 200번대 12량은 아오모리에서 10량, 미나미후쿠오카에서 2량 전입.
- MM'유닛 21조 42량은 미나미후쿠오카에서 전입.
- 사로 481형 6량은 신제 차량.
- 사시 481형 6량은 미나미후쿠오카에서 전입.

다음 해인 1976년에 1000번대가 완성되었다. 아키타에 배치됨에 따라 사시 481형을 제외한 전 차량이 미나미후쿠오카로 다시 전출되었다.
- 동시에 사로 481형이 아오모리에서 1량, 추가로 도호쿠 지구에 쿠하 481형 300번대 투입에 의해 조성에서 200번대가 아오모리에서 6량, 센다이에서 2량이 미나미후쿠오카로 전출되었다.

#### 1978년 10월 개정과 특급 증편
1978년 10월 백지 다이아 개정에서는 급행 열차의 특급 승격으로 증편을 꾀하면서 특급이 36편 증가한 대신 급행이 57편 감소했다. 특히 도호쿠 지구는 이용률이 높았기 때문에 증편이 집중되어 대량의 485계가 필요한 상황이었다.
또한 수도권과 호쿠리쿠를 운행하는 '하쿠산', '하쿠타카'는 증편도 진행되는 동시에 신에쓰 특급 '아사마', 조에쓰 특급 '토키'와의 그린차 연결 위치 공통화와 식당차의 연결 및 3MG화가 실시되었다. 그 때문에 다음의 차량이 신조되는데 일부 열차의 증편은 차량 완성의 지연으로 1979년 7월 1일로 연기되었다.
- 485계 1000번대 167량(쿠하 481형 31대, 사로 481형 2대, MM'유닛 64조 128량)을 아오모리 운전소와 아키타 운전구에 집중 배치.
- 사로 489형 1000번대 10량을 가나자와 운전소에 배치.

도호쿠 지구의 1000번대 집중 투입에 의해 조성된 아오모리 운전소의 기존 차량은 센다이 운전소와 가나자와 운전소에 전출되었다.
- 아오모리→ 가나자와 전속 차량(44량)
  - 쿠하 481형 6대, MM'유닛 19조 38량
- 아오모리 → 센다이 전속 차량(34량)
  - 쿠하 481형 7대, MM'유닛 13조 26량, 사로 481형 1량

또한 센다이 운전소의 9량 편성에서 사시 481형이 사하 481형으로 교체되었다. 동시에 3MG화도 실시되기 때문에 MG·CP 탑재 준비 공사가 시행되고 있던 무코마치 운전소의 100번대와 차량을 교환하고 있다.
- 센다이 → 무코마치 전속의 사하 481-12 - 15
- 무코마치 → 센다이 전속의 사하 481-101 - 107
  - 센다이 전입차가 많은 것은 13량 편성 교체분도 포함되어 있기 때문.
  - 센다이 전입차는 1985년 3월에 무코마치에 전차량 복귀 전속하고 있다.
  - 사하 481형 보충을 위해 가나자와 소속 16-19도 무코마치에 전속되었다.

또한 국철 재정상 신제비를 줄이기 위해 부족한 그린차와 식당차는 개조로 대응하게 되었다. 이 때문에 다음과 같은 개조가 단행되었다.
- 사로 481형 1000번대화 개조(미나미후쿠오카 전차구→ 아키타 운전구)
  - 115·116·122·123·127·128→ 1051 - 1056으로 개조.
- 사시 481형 1000번대 대응의 인통선 추가 개조(가나자와 운전소→ 아키타 운전구)
  - 65 - 67·75·76의 5량에 시행.
- 사시 489형 → 사시 481형 1000번대 대응의 인통선 추가 개조(가나자와 운전소→ 아키타 운전구)
  - 10 - 12의 3량을 사시 481-81 - 83으로 개조.
- 사로 481형 → 사로 181형 개조(가고시마 운전소→ 니가타 운전소 가미누마 지소)
  - 25-27→ 사로 181-1051 - 1053
- 사로 481형→ 사로 183형 개조
  - 90.98→ 사로 183-1051·1052(미나미후쿠오카 전차구→ 니가타 운전소 가미누마 지소)
  - 112→ 사로 183-1053(가나자와 운전소→ 니가타 운전소 가미누마 지소)
  - 133→ 사로 183-1054(아오모리 운전소→ 니가타 운전소 가미누마 지소)
- 사로 481형→ 사로 189형 개조(가나자와 운전소 → 나가노 운전소)
  - 110·111·113→ 사로 189-51 - 53

이어 2년 후의 1980년에는 홋카이도에서 사용되고 있던 1500번대 22량이 삿포로 운전소에서 아오모리 운전소로 전속하면서 연쇄적으로 200번대가 아오모리에서 미나미후쿠오카 전차구에 전속했다. 또한 센다이 운전소로도 쿠하 481형 200번대 2량과 사로 481형 1대, MM' 유닛 4조 8량의 총 11량이 미나미후쿠오카에 전속했다. 이들 차량은 1980년 10월 1일 국철 다이아 개정으로 큐슈 지구의 증편에 충당되었다.

#### 도호쿠·조에쓰 신칸센 개업
1982년 11월 15일의 다이아 개정에서는 6월에 개업한 도호쿠 신칸센의 증편과 조에쓰 신칸센의 오미야 잠정 개업으로 본 계열을 사용한 재래선 특급은 다음과 같은 움직임이 있었다.
- 수도권과 직결되는 '히바리', '야마비코', '토키', '하쿠타카'는 전폐. 기타의 특급은 대폭 삭감. 주력은 신칸센 연락 열차로 이행.
- 조반 특급 '히타치'는 잉여차를 사용하여 증편 실시.
- 호쿠리쿠·큐슈 지구에서는 증편 실시.
- '하쿠산'의 식당차 부활.

이로 인해 아오모리 운전소·아키타 운전구·센다이 운전소를 중심으로 다른 지구에 다음과 같은 광역 전배가 실시되었다.
- 아오모리 운전소에서의 전출 차량
  - 아오모리 운전소→ 무코마치 운전소(8량)
    - MM'유닛 4조 8량

  - 아오모리 운전소→ 미나미후쿠오카 전차구(43량)
    - MM' 유닛 15조 30량 사로 481형 13량

  - 아오모리 운전소→ 가고시마 운전소(22량)
    - MM'유닛 10조 20량 사로 481형 2량
- 아키타 운전구에서 전출 차량
  - 아키타 운전구→ 가나자와 운전소(11량)
    - 사시 481형 11량(단 1량은 사시 489형으로 개조해 전속)

  - 아키타 운전구→ 무코마치 운전소(3량)
    - 사시 481형 3량
- 센다이 운전소에서의 전출 차량
  - 센다이 운전소→ 무코마치 운전소(12량)
    - MM'유닛 2조 4량 쿠하 481형 4개 사로 481형 4량

  - 센다이 운전소→ 미나미후쿠오카 전차구(16량)
    - 쿠하 481형 12량 쿠로 481형 4량

  - 센다이 운전소→ 가고시마 운전소(14량)
    - MM'유닛 7조 14량

가고시마로의 전출은 중간차만 노후화된 모하 481형·480형의 교체가 그 목적이 있었다. 이들의 전속차로 교체되면서 모하 481형·480형 유닛은 대량 폐차가 진행되어 이듬해 말에는 3유닛 6량만이 잔존했으며, 1985년에 전량 페차되었다.
도호쿠 지구에서는 다음과 같은 전보가 실시되었다.
- 아오모리 운전소 → 센다이 운전소(12량)
  - MM'유닛 6반 12량
- 아오모리 운전소 → 아키타 운전구(12량)
  - 쿠하 481형 1000번대 12량
- 아키타 운전구 → 아오모리 운전소(9량)
  - 1000번대 MM'유닛 3조 6량 사로 481형 1050번대 3량

'히타치' 편성에서는 사시 → 사하 교체 때문에 큐슈에서 센다이로의 전출도 실시되었다.
- 미나미후쿠오카 전차구 → 센다이 운전소(3량)
  - 사하 481-112 - 114

더 나아가 운용이 끝난 181계에서 1978년제 사로 181형 1100번대의 485계화 개조가 시공되고, '아사마' 증편용으로 485계의 189계화 개조도 시공되었다.
- 사로 181형 → 사로 481형 개조(니가타 운전소 가미누마타리 지소 → 아오모리 운전소 6량)
  - 사로 181-1101 - 1106 → 사로 481-1501 - 1506
- 모하 485.484형 → 모하 189.188형 개조(아오모리 운전소 → 나가노 운전소 8량)
  - 모하 485-199.203 - 205 → 모하 189-501 - 504
  - 모하 484-301.305 - 307 → 모하 188-501 - 504

#### 국철 분할 민영화 직전·단편성화
1985년 3월 14일의 다이아 개정에서는 도호쿠·조에쓰 신칸센의 개업 이후에도 잔존한 '쓰바사' 1왕복·'아이즈'·조반 특급 '히타치'·신에쓰 특급 '아사마', '하쿠산', 근거리 운행의 새로운 특급을 제외한 우에노 연계 운행이 중단되었지만 조성된 차량으로 다른 지구에서 증편되었다. 또한 단편성화의 추진을 통해 부족한 선두차의 확보도 요구했는데 본 계열은 이미 제조가 끝났고 이들에는 식당차와 그린차를 포함한 잉여차의 재활용, 즉 개조도 포함한 아래의 광역 전배가 실시되었다.
도호쿠 지구 특급 열차 운용의 재검토와 단편성화

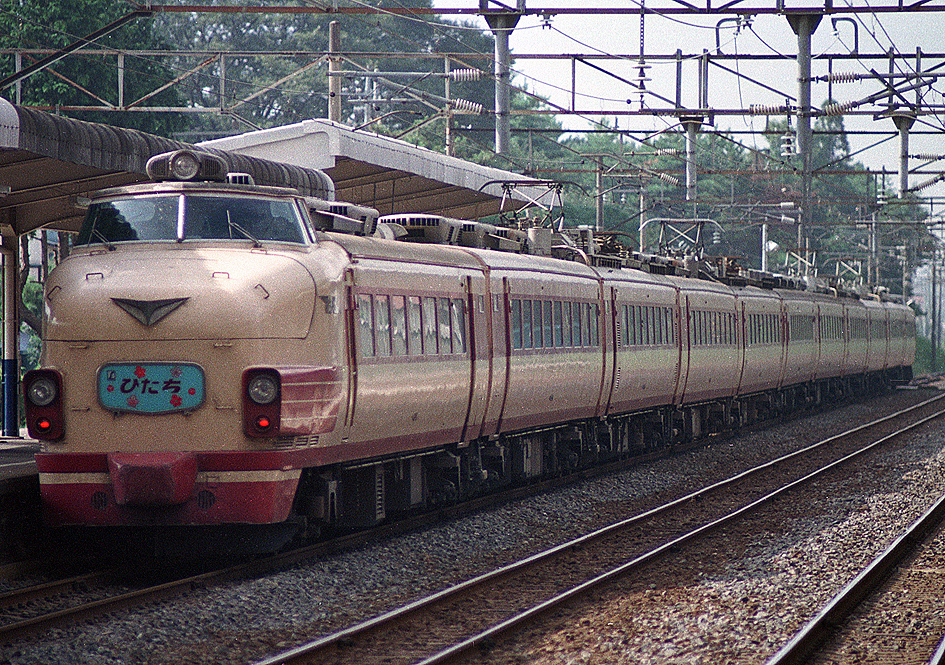
큐슈 지구에서 가쓰다구에 전입하여
'히타치'에서 운용되는 쿠하 481형 빨간 배장기차

도호쿠 지구에서는 차량의 잉여화가 심해 개편으로 무코마치로의 전출과 미나미후쿠오카, 가고시마로의 전출이 다수를 차지하게 되었다. 또한 '히타치'는 급행 '토키와'를 전폐하면서 격상되어 증편할 수 있게 되었으며 동시에 센다이 운전소에서 가쓰다 전차구 전환을 위한 전보가 개시되었다. 증편용 차량은 아오모리와 센다이의 잉여차가 충당되었으나 동시에 쿠하 481형의 비보닛형에서 본네트형으로의 교체가 개시되어 큐슈 지구에서 대량으로 초기 차량이 전입하였다. 이는 단편성화했을 때의 좌석 확보 차원에서 개정 후 11량 편성이 된 '히타치'에 보닛차를 충당하기로 결정되면서 단편성 차량에 비보닛차 충당을 목적으로 교체하여 도호쿠 지구에서는 쿠하 481형 200.300번대가 일제히 무코마치나 큐슈 지구로 전출되었다.
- 큐슈 지구에서 가쓰다 전차구에 전입한 쿠하 481형
  - 가고시마 소속
    - 1-13·15·16·18·20·34·36·38·40

  - 미나미후쿠오카 소속
    - 14·17·19·22·24·31·32

이 이동은 개정 전의 1984년부터 실시되었으며 개정 전에 전입한 1-4·8·9·12·14·15·17-19·22·36·40은 일단 센다이에 소속되었다가 개정에 맞춰 가쓰다에 다시 전출되는 형식이었다. 또한 이 개편으로 센다이 운전소는 배치가 없어졌다.
또한 1000번대의 도호쿠 지구에서 다른 지역으로의 전출이 처음으로 실시된 아오모리 운전소, 아키다 운전구에서는 MM' 유닛만이 무코마치 운전소로 전출되었다. 동시에 1500번대의 MM'유닛도 전 차량 아오모리에서 무코마치로 전출되었으나 이듬해 전 차량이 가미누마타리로 다시 전출되었다.
'라이쵸'을 비롯한 호쿠리쿠 특급의 식당차 폐지와 일본식 그린차 '단란'(사로 481형 500번대)의 도입
무코마치 베이스에서는 식당차의 폐지가 실시되어 사시 481형 개조의 일본식 그린차 사로 481형 500번대 '단란' 연결 및 개편과 증편에 필요한 차량이 아오모리, 아키타, 센다이에서 전입하고 있었다. 다음 해 1986년 3월에 잉여였던 사로·사시 481형이 폐차되었지만, 일부 차량은 분할 민영화 직전에 차적이 부활되었다.
'쿠로시오' 증편분에 잉여차 투입

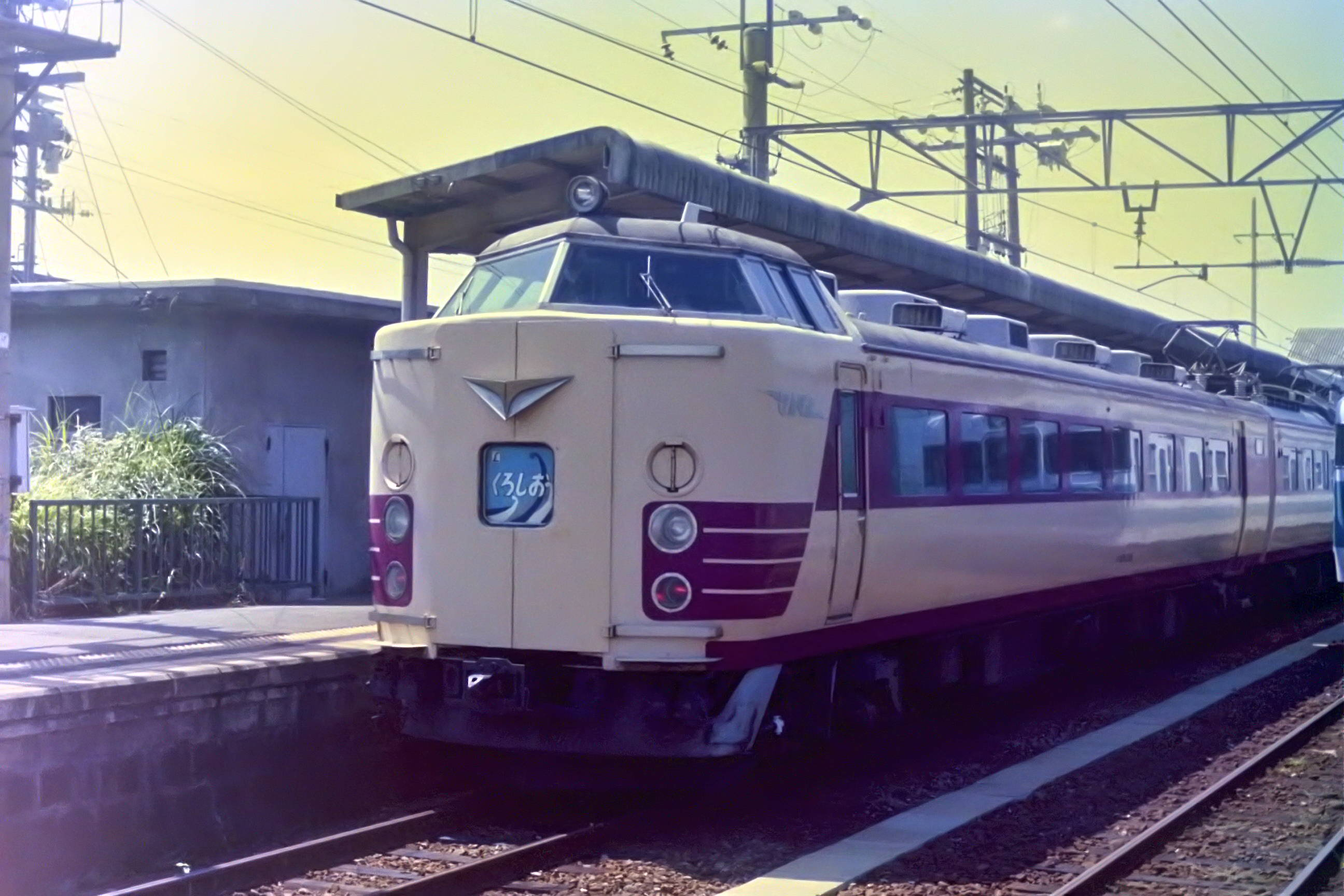
'쿠로시오'

디젤동차 급행 '기노쿠니'의 교체 형태로 '쿠로시오'를 4왕복 증편하게 되었지만, 본래 381계 전동차로 투입할 것을 경비 절감 차원에서 잉여가 되었던 본 계열을 히네노 전차구의 투입으로 대응했다.
- 모하 485·484형 유닛의 아오모리 운전소·센다이 전차구의 11조 22량이 전입
  - 모하 484형은 차장실 탑재 600번대.
- 쿠하 481형 200번대 미나미후쿠오카 전차구의 11량이 전입
- 쿠파 480형 11량
  - 무코마치 운전소·가나자와 운전소 소속의 사하 481·489형을 선두차화 개조한 투입

기세이 본선은 계절이나 구간에 따라 승객 수의 변동이 크기 때문에 4량 편성을 2개 붙여 대응하게 되었다. 그 때 부족한 선두차는 부수차 개조의 쿠하 480형을 충당했으며, 동시에 4량과 단편성을 위한 MG·CP는 쿠하 481형에서의 공급으로 충분하다고 판단되어 탑재되었다. 그러나 덴노지-신구의 소요 시간은 틸팅 차량의 381계와 비교 1시간 반 정도 길고 기존의 디젤동차 급행 열차와 다를 바 없는 민원도 자주 발생한 관계로 운용을 재검토하여, 다음 1986년 11월 1일의 다이아 개정으로 운용을 종료했다. 일부 쿠하 481형은 쿠로하 481형에, 쿠하 480형은 MG·CP 탑재를 시공한 쿠하 481형으로 개조를 위해 '기타킨키' 운용으로 충당되는 후쿠치야마 운전구 전출차와 큐슈 지구 전출차로 나눠졌다.
큐슈 지구의 단편성화와 초기차 노후화에 의한 교체
1984년 2월의 다이아 개정으로 증편시 단편성화에 의한 선두차 부족으로, 도호쿠·조에쓰 신칸센 개업에 의한 보류차를 쿠하 481형으로 개조 대응했다. 더 나아가 본 개정에서는 모하 485형 → 쿠모하 485형·사로 481형에 운전대를 설치하여 쿠로 480형으로 하는 등의 단편성화 개조를 많이 실시하면서 대응했다. 모하 485형 → 쿠모하 485형 구성은 정원의 문제로 모하 484형 200번대의 유닛이 충당되었기 때문에 가고시마 운전소의 초기차는 미나미후쿠오카 소속과 교환이 실시되었으며 아오모리 운전소에서 MM' 유닛 9조 18량이 전입했다. 또한 도호쿠 지구에 보닛형 쿠하를 대량 공출한 대신 비보닛 쿠하 16량이 미나미후쿠오카 전차구에 전입했다.
이후 선두차화 개조나 반실 그린차의 쿠로하 481형으로 개편이 자주 이루어지게 되었으며 단편성화는 한층 가속화되었다. 그리고 국철 분할 민영화 때에 안정된 승계와 열차 운행을 전제로 한 1986년 11월 1일 국철 다이어 개정에서는 분사 후 차량 운용이나 공급도 고려된 차량 전배가 실시되었다. 본 계열에 관해서는 사소한 전배를 제외하면 다음의 특징이 있다.
- 일본해 종관선에 관계되는 특급 차량 배치 기지의 재검토로 니가타 운전소 가미누마타리 지소가 가미누마타리 운전구로 분리되었다. 아오모리 운전소·아키타 운전구·무코마치 운전소로 전입시켜 '라이쵸'·'하쿠초'·'호쿠에쓰'의 운용을 담당했다.
- '아사마'용으로 200번대를 중심으로 한 489계 27량이 가나자와 운전소에서 나가노 1운전구[* 51]로 전출되었다.